# 張藝興
張藝興（英語：Lay Zhang，1991年10月7日—），曾用名張加帥，藝名Lay（： Re I ），中國男歌手、詞曲作者、音樂制作人、舞者、演员以及娛樂集團創辦人和總裁。張藝興出生于湖南长沙，小時候是一名童星曾參影過電視劇和各種綜藝節目。最為人熟知的是2005年參加湖南經視舉辦的才藝比賽節目《明星學院》並获得總決賽季軍，他是當時年紀最小的參賽者。2008年，他通過SM Casting System的選拔，成為南韓娛樂公司SM娛樂旗下的練習生，並於2012年，以韩国男子組合EXO及中國分队EXO-M成员出道，在隊內擔任主舞和副唱。2015年，張藝興在中國成立張藝興工作室開始將重心放在個人影藝事業發展上，他是SM娛樂第一個獲得在中國開放自主發展權的藝人。
2016年，張藝興創作及發行第一張個人迷你專輯《Lose Control》並打破中外音乐榜單各項記錄，創華語專輯最好成績 。2018年，他更是憑借第二張個人正規專輯《夢不落雨林/NAMANANA》獲得了Billboard 200專輯榜周榜第21位（華人歌手在此榜單上取得的最好成績），Billboard World Albums最高第1位以及年终榜第4位(该榜单上名次最高的solo歌手)，和US Independent Albums最高第1位以及年终榜第34位。张艺兴本人也在World Albums Artists年终榜上位列第二, 是唯一上榜的中国歌手也是榜单中solo歌手最好成绩。該專輯也是2018年中國國內數字專輯銷量冠軍。
至今張藝興已創作並發行超過百首音樂作品和歌曲其中包括四張正規專輯和五張EP以及一些單曲，並多次獲得音樂獎項以及最佳音樂創作人殊榮。
張藝興從2017年起多次受邀參加中國最大型的晚會《中央廣播電視總台春節聯歡晚會》，是參加表演次數最多的年青藝人之一也是歷年來唯數不多能够在央視春晚演唱自己原創作品（《画卷》）嘉宾之一。
影視方面，張藝興參影過多部电影和電視劇並以《前任2：备胎反击战》獲得第四屆中英電影最佳男配角，以《一出好戲》獲得第廿五屆華鼎獎最佳男配角，以及以《孤注一擲》獲提名第三十七屆大眾電影百花獎最佳男主角。
因为正面良好的形象，張藝興曾多次被中國各官方机构選為推廣大使以及頒發殊榮。如從2016年開始連續五年擔任湖南共青團大使，湖南省青聯第十一屆委員會委員，國家稅務總局湖南稅務納稅服務宣傳大使，中國網絡誠信宣傳大使，中國街舞運動推廣大使，上海市交通安全宣傳大使，冰立方宣傳推廣大使, 以及湖南文旅推廣大使等。他還於2017获得「全國向上向善好青年」榮譽稱號，是少数几位獲此榮譽的艺人之一。同年，中央共青團还授予他「五四優秀青年」以及「優秀青年演員」稱號。
2020年，張藝興成立染色體娛樂集團並擔任公司總裁。目前該集團旗下有多個子公司和品牌，分別負責不同的產業發展和活動如練習生培訓，組織和舉辦街舞大賽，召集其他音樂人/歌手一起建立音樂聯盟舉辦音樂節，以及組織和参与公益活動等。

## 經歷

### 1991年至2011年：早年生活
1991年10月7日，張藝興（出生名／曾用名：張加帥）出生於中华人民共和国湖南省长沙市。他出生於書香世家，曾外公為中國政治人物程星齡，外公是望麓園小學原黨委書記兼校長，外婆及父親均為教師，而母亲則是一家服装店的老闆。因母親是Michael Jackson的粉絲，故張藝興從小被母親強迫學習唱歌、樂器和Michael Jackson的舞蹈，但也是媽媽的強迫和Michael Jackson的傳在，讓張藝興從小已耳濡目染地在心裡埋下一顆熱愛舞台種子。
1998年，七歲時參與電視劇《咱老百姓》的演出，在兩個不同的單元中分別飾演「歡歡」與「山根」。
2000年，九歲時參加《音樂不斷》林志穎與及陶喆歌友會並演唱歌曲。
2004年，十三岁時初试作曲。（於2014年加入韩国音乐著作权协会）
2005年，十四歲時參加湖南經視《明星學院》比賽，最終獲得總決賽季軍；比賽結束後，張藝興回到校園繼續學業。在校期間，他也經常參加學校文化藝術節的匯演。
2008年，十七歲時通過SM Casting System的選拔，成為南韓娛樂公司SM娛樂旗下的練習生，後赴大韩民国開始練習生生活。
2010年12月，張藝興以公開練習生身份參與同公司組合SHINee在大韩民国及日本的巡迴演唱會舞蹈演出，代替該組合受傷成員鐘鉉跳舞。

### 2012年至2014年：出道初期

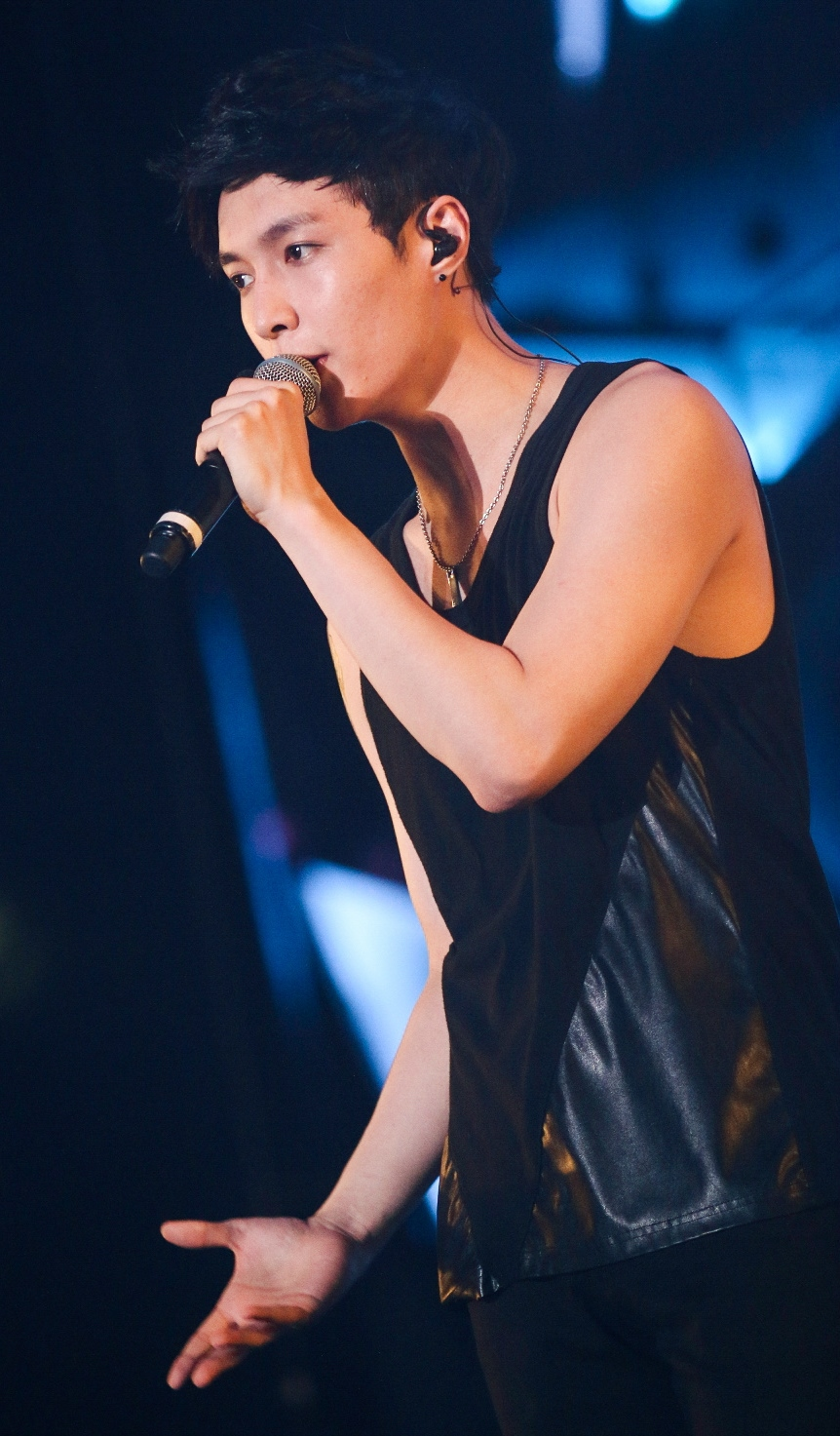
張藝興於2014年9月6日举行的EXO FROM. EXOPLANET ＃1 - THE LOST PLANET -巡回演唱会印尼雅加达站的演出

2012年1月17日，張藝興以SM娛樂男子組合EXO成員身份首次亮相 ，藝名確定為Lay，同時公開第一支單人舞蹈預告《Phoenix》。
2012年4月8日，以SM娛樂新組合EXO和其子隊EXO-M中國成員身份正式出道，在隊內擔任主舞、副主唱和樂器擔當。12月29日，作為企劃組合S.M. The Performance唯一的中國成員參與SBS歌謠大戰“SM7”特別舞台。
2013年11月，在MBC可視電台《偶像本色》中，以吉他彈唱公開自作曲《寫給媽媽的歌》。12月12日，SMTOWN在其Youtube頻道及微博公開由其作曲編曲的自作曲，由SM ROOKIES的Seul Gi & Irene（現任Red Velvet成員Seul Gi、Irene）表演舞蹈的影片。
2014年，张艺兴加入韓國音樂著作權協會。5月23日，在EXO的第一次巡迴演唱會首爾場上，首次公開自作曲《I'm Lay》。同年開展主持活動，並參加錄製了《星廚駕到》等綜藝節目。12月31日，在湖南卫视跨年演唱會中，首次表演自作曲《I'm Coming》。
2015年2月11日，张艺兴加盟CCTV网络春晚，与张泉灵、任鲁豫、柳岩搭档主持，担任分享大使与表演嘉宾和网友互动。3月7日，在EXO第二次巡迴演唱會首爾場上，首次公開由其個人作詞作曲編曲的EXO新歌《約定》( EXO2014 )，這首歌收錄於EXO正規二輯之改版專輯《LOVE ME RIGHT》。3月18日，張藝興搭檔陳學冬、李小璐領銜主演由魏楠、魏民兄弟執導，章子怡任製片人、郭敬明監製的科幻愛情喜劇電影《從天兒降》，這也是張藝興主演的首部電影作品。

### 2015年：設立個人工作室、中國个人发展
2015年4月8日，SM娛樂公布張藝興在中國設立個人工作室的消息，他成為SM公司成立26年来，首位獲得在中國開放自主發展權的中國籍藝人。張藝興在國內的音樂、綜藝和影視事業全面起步，與團隊的韓國事業亦同步進行。
在音樂和表演上，張藝興為《從天兒降》創作了主題曲《青春快樂》。12月4日，主演的電影《從天兒降》正式上映。10月7日，在張藝興24歲生日當天舉辦的生日會上，首次公開《美好的一天》、《MYM》、《You are my love》及《一個人》等多首自作曲，更親自設計《興》舞臺以及《水》舞臺為粉絲帶來強烈的舞臺效果。10月14日，受邀作為NBA國際賽中國賽場表演明星現身NBA賽場，表演了長達8分鐘的勁歌熱舞，張藝興NBA中場秀話題也登至微博熱門首位。12月18日，受邀擔任第十五屆電影頻道電影「百合獎」形象大使，出席紅毯及頒獎典禮，確認主演時尚愛情喜劇電影《閉嘴！愛吧》並出席電影發布會暨啓動儀式，該電影為中韓合拍電影。12月31日，張藝興在東方衛視跨年晚會中，表演自作曲《Dancing Young》以及《MYM》。
綜藝上，與孫紅雷、黃磊、黃渤、王迅及羅志祥共同加盟東方衛視大型戶外真人秀《極限挑戰》，成為常駐MC。
在影視作品上，張藝興特別出演田羽生導演的愛情電影《前任2：備胎反擊戰》，並親自作詞譜曲並獻唱了電影主題曲《一個人》，他還出演了首部電視劇《好先生》，在劇裡飾演「小蔡」，並加盟了唐季禮執導，成龍主演的中印合拍電影《功夫瑜伽》，在片中飾演助理小光，還主演了根據南派三叔原著小說改編的網絡季播劇《老九門》。
同年，他在樂在亞洲影響力東方盛典中獲得「最具影響力全能藝人」，在風從東方來娛樂影響力盛典中獲得「年度音樂先鋒人物」，在時尚COSMO美麗盛典中獲得「年度美麗偶像」等獎項。值得一提的是，在該年他還發行了個人首本半自傳圖文集《而立•24》，開售24分鐘銷售近7萬冊刷新了圖書屆預售活動紀錄。

### 2016年
2016年，張藝興在各個領域繼續發展。在音樂上，他於4月9日獲得第十六屆音樂風雲榜年度盛典「年度最受歡迎電影歌曲」（一個人）及「年度最受歡迎新人」雙大獎項。4月10日，再次憑借自作曲（一個人）獲得由音悅台主辦的第四屆音悅V榜年度盛典「年度影視金曲」，再次得到音樂類獎項上的肯定。5月27日，SM數碼音源頻道SM STATION公開了第16位主人公張藝興Solo原創單曲《獨角戲》，《獨角戲》是張藝興在韓國發布的第一首個人單曲，也是STATION發布的第一首中文歌，由張藝興親自作詞作曲及編曲，並參與MV拍攝，該中文單曲一經發布便空降MelonGenie韓國付費下載音源榜，同時在iTunes付費下載榜包括日本，新加坡，泰國等七個國家榮獲第一，另三個國家包括美國排行前三，同時在短時間內獲得中國內地獨家音源發行方蝦米音樂三項榜單第一，以及兩天內便登上音悅台音悅V榜內地榜單第一位，突破音悅V榜內地榜多項記錄。《獨角戲》以五周音悅V榜冠軍以及Billboard China V Chart以五次登頂公告牌華語榜冠軍完美收官。同時，《獨角戲》更以99.9高分榮獲音悅v榜六月月榜冠軍，並打破7個項目月榜吉尼斯紀錄。同年9月，SM娛樂公佈EXO成員LAY（張藝興）將成為EXO首位SOLO歌手，正準備個人SOLO專輯，並以2016年下半年推出為目標，個人專輯將會在中韓兩地同時推出並宣傳，引起廣泛關注。10月7日，Solo先行曲《what U need?》於當天（其25歲生日）通過中韓兩地各大音樂網站公開音源和MV，以此作為在生日當天，送給歌迷粉絲朋友們的禮物。此外，10月9日LAY通過釜山舉辦的「2016 Asia Song Festival」演唱會中獻初舞臺。10月28日，張藝興首張迷你專輯《LOSE CONTROL》於韓陸同時公開，整張專輯共收錄6首中文自作曲，展現了原創歌手的面貌。《LOSE CONTROL》預售量達到20萬，發行不足一百天實體銷售量已經達到27萬, 成為了Gaon Chart歷史上銷售量最高的SOLO歌手，並打入了年度進口專輯銷量榜TOP 1。同時，《LOSE CONTROL》也讓張藝興打破了7個在 China Billboard's Weekly Charts的吉尼斯世界紀錄以及打破中外音乐榜單各項記錄，創華語專輯最好成績 。
在影視作品方面，《好先生》和《老九門》分別在2016年的5月31日和7月4日首播，同年張藝興主演了電視劇《求婚大作戰》，飾演嚴小賴一角。同年，他憑借在《前任2：備胎反擊戰》中的精彩表現，摘得中英電影節(倫敦國際華語電影節)「最佳男配角獎」。
在綜藝作品上，繼續擔任東方衛視大型戶外真人秀《極限挑戰》的二季的常駐MC。另外，第十屆「中國明星作家排行榜」張藝興憑借圖文書《而立•24》，以版稅收入140萬榮登第四名，也成為入選該榜最年輕的「明星作家」，並在「當年度影響力作家」評選中，憑《而立•24》以半年銷售量超40萬冊的絕對優勢榮登明星作家榜榜首。

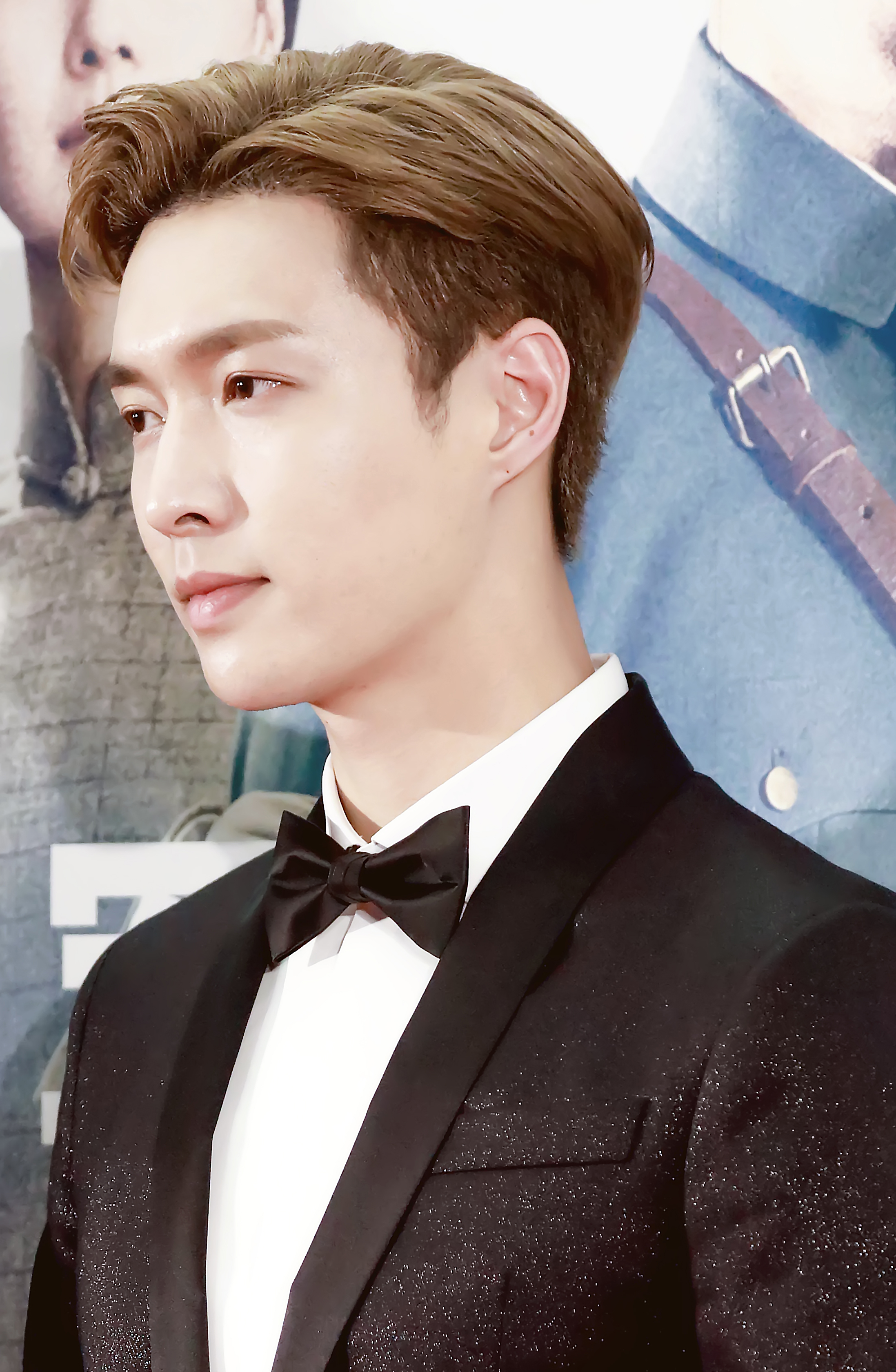
2017年7月24日，张艺兴出席《建军大业》发布会

### 2017年
2017年，張藝興在音樂，影視和綜藝上繼續全面發展。4月為主演的電視劇《求婚大作戰》配唱插曲《祈願》。9月25日，個人二輯先行曲《I NEED U》MV 公開，2017年是張藝興外公外婆的金婚，他攜外公外婆一起到法國巴黎旅行，兩老還出鏡演出了《I NEED U》MV。10月7日，第二張個人專輯《SHEEP》音源正式公開，主打曲《SHEEP》MV公開。12月22日，發行首張冬季特別專輯《Winter Special Gift》，並於同日公開《Goodbye Christmas 聖誕又至》MV。
在影視作品上，參演的功夫喜劇電影《功夫瑜伽》上映，該片最終以17.53億元奪得本年春節檔票房冠軍；與陳都靈合作主演的校園青春偶像劇《求婚大作戰》首播。另外，張藝興首度為皮克斯動畫製作、由華特迪士尼發行的3D電腦動畫電影動畫片Cars 3：閃電再起配音。9月確定出演電視劇《黃金瞳》，飾演男主角莊睿。12月，宣佈將與湯唯和朱亞文合作主演古裝宮廷劇《大明皇妃孫若微傳》，並在劇中飾演一生跌宕起伏、兩次登基帝位的明英宗朱祁鎮，此劇亦是張藝興的第一部古裝劇。
在綜藝作品上，參與的大型勵志綜藝節目極限挑戰第三季播出。另外，2017年1月27日，張藝興首次登上央視春晚舞臺，與井柏然合唱歌曲《健康動起來》；同年獲得第2屆中國電視劇品質盛典年度全能藝人獎並且入駐北京杜莎夫人蠟像館和上海杜莎夫人蠟像館。

### 2018年至2019年：美国出道、穩定發展

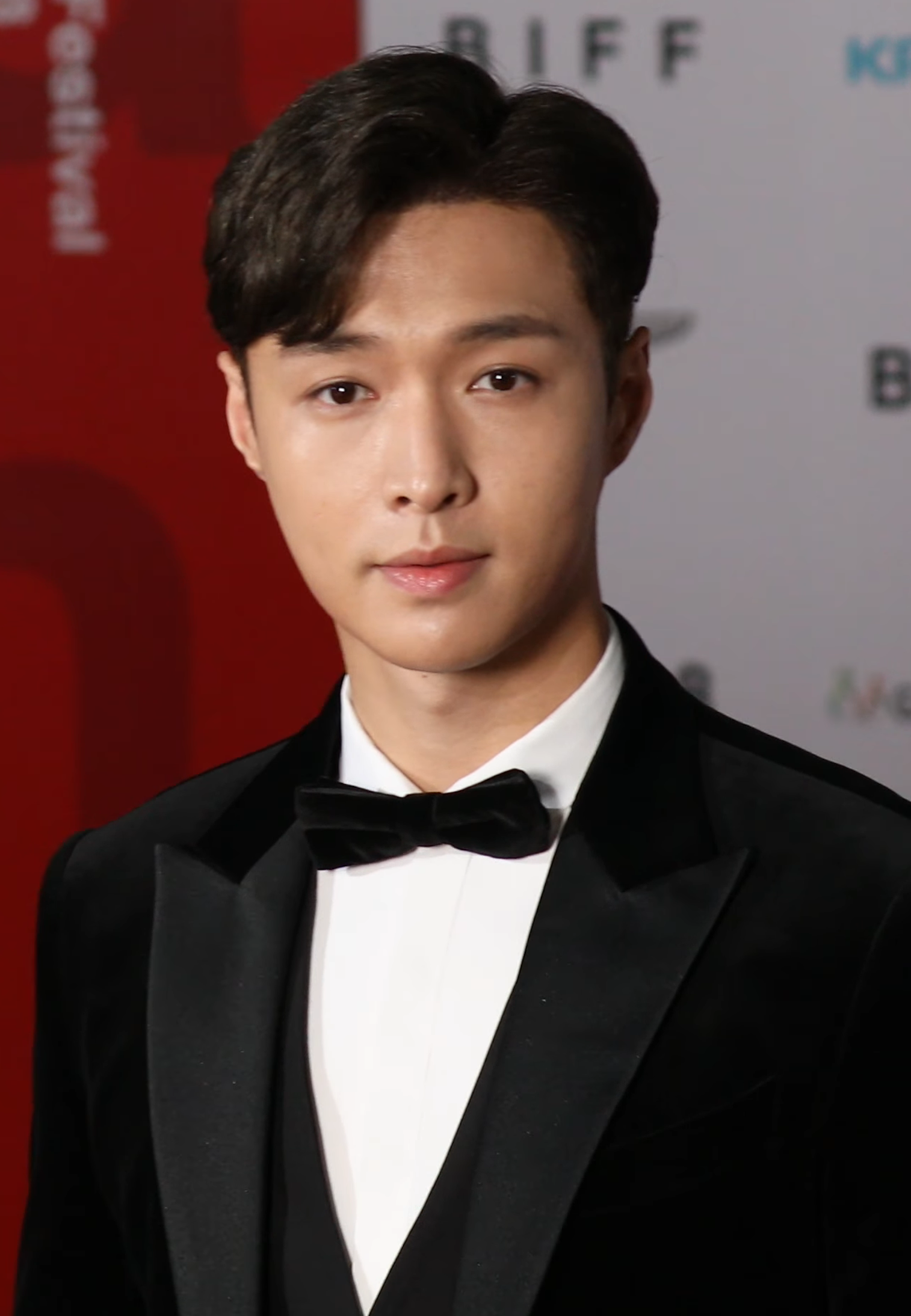
張藝興於2018年釜山国际电影节

2018年1月19日，以全民制作人代表的身份加盟偶像男团竞演养成类真人秀《偶像练习生》。2月15日，出席2018年中央电视台春节联欢晚会，与黄渤及陈伟霆表演歌曲《最好的舞台》。4月12日，格莱美音乐节宣佈张艺兴成为2018-2019年度中国官方唯一宣传大使。
6月1日，出任碧欧泉男士亚太区代言人。6月20日，張藝興受邀出席巴黎时装周Valentino2019春夏男装秀，這也是他首次踏上時裝周之旅。
8月，張藝興與挪威籍DJ兼音樂製作人Alan Walker合作，將Lay首張個人正規專輯《SHEEP》同名主打歌為基底做改編成為全新單曲《Sheep (Alan Walker Relift)》。8月3日，張藝興受邀参加美国芝加哥Lollapalooza音乐节，与Alan Walker合作，表演《Sheep (Alan Walker Relift)》。8月10日，主演的喜劇電影《一出好戲》上映。電影累计票房超过13.5亿人民币。
9月9日，張藝興工作室宣布与壹心娱乐达成娱乐事业战略合作，双方将组建新的团队，在张艺兴个人品牌运营、演艺事业、衍生品开发及音乐创作等各娱乐版块形成合作关系。
10月19日，張藝興第二張原創正規專輯《夢不落雨林/NAMANANA》全球上線，整張專輯共收錄12首中文以及對應的12首英文自作曲。專輯獲得了Billboard 200專輯榜周榜第21位（華人歌手在此榜單上取得的最好成績），Billboard World Albums最高第1位以及年終榜第4位(該榜單上名次最高的solo歌手)，US Independent Albums最高第1位以及年終榜第34位，張藝興本人也在World Albums Artists榜單上位列第二, 是唯一上榜的中國歌手也是榜單中solo歌手最好成績。該專輯也是2018年中國國內數字專輯銷量冠軍。。11月2日，張藝興帶著《夢不落雨林/NAMANANA》遠赴美國並以超級新人身份在北美正式出道，期間他接受了當地主流媒體BUILD Series NYC.，Fox福斯電視台早晨節目Good Day New York，People Now program.，iHeart radio, BuzzFeed, MTV等的採訪並宣傳新專輯。11月6日在紐約時代廣場的PlayStation劇院舉行了一場免費的粉絲見面會回饋支持他的海外粉絲。12月10日，三星電子宣布張藝興成為三星手機亞洲區品牌代言人。
2019年1月21日，再次以青春制作人代表身份回归参与归偶像男团竞演养成类真人秀《青春有你 (第一季)》
2月4日，參與2019年中央广播电视总台春节联欢晚会，与凤凰传奇、钟汉良、迪丽热巴、周冬雨表演歌舞《中国喜事》。2月11日，出席第61届格莱美，与世界级顶尖音乐人并肩感受一年一度的全球音乐盛會。2月22日，由麥可•傑克遜生前的合作夥伴和他的侄子發起麥可•傑克遜的60周年誕辰的紀念曲項目，旨在紀念Michael Jackson對世界樂壇的貢獻。在10個月的時間裡，將發行4首新歌組成一個新的EP，其中第一首歌曲《Let's shut up and dance》由張藝興演唱，張藝興也是唯一一位受邀的中國歌手。2月26日，由其主演的都市探险電視劇《黃金瞳》在愛奇藝播出，在劇中飾演因为一次意外眼睛发生异变，从此生活发生了天翻地覆变化的男主角莊睿。2月28日，出席香港杜莎夫人蜡像馆揭幕式，為自己的第三尊個人蠟像揭幕，張藝興同時成為首位擁有三尊蠟像的90後藝人。
5月4日，连续第三年登上央视《五四晚会》舞台，這次带来经典歌曲《中国功夫》及《沧海一声笑》搭配惊喜rap。5月7日，受邀出席“2019Met Gala”，作为首次亮相被誉为“时尚届奥斯卡”的盛会。5月24日，宣佈將舉行首個個人演唱會，名為「张艺兴2019大航海巡回演唱会」，張藝興將化身Captain Lay，引演唱會登陆於上海、重庆、南京、北京、曼谷五站。5月27日，「张艺兴2019大航海巡回演唱会」上海站预售，所有價位的門票於8秒全面售罄；5月31日，南京站预售，門票於25秒全部售罄。
6月12日，第25屆華鼎獎中榮獲「中國電影滿意度調查的最佳男配角獎」。8月20日，在福布斯2019年發佈的中国100名人榜中名列第11名。他的《大航海巡迴演唱會》最後一站在深圳完結，更獲舒淇特地由台灣飛去深圳撐場。

### 2020年：霸屏綜藝
2020年3月，宣布加盟爱奇艺自制华语唱作人生态挑战节目《我是唱作人第二季》担任首发嘉宾。4月22日，宣布加盟優酷競演類真人秀节目《少年之名》担任少年制作人。5月5日，宣布加盟優酷街舞選拔類真人秀节目《這就是街舞第三季》担任隊長。5月13日，中國體育舞蹈聯合會宣布張藝興成為「中國街舞運動推廣大使」。5月26日，宣布主演当代都市题材電視劇《相逢時節》，飾演一面是前途大好的青年才俊，一面是飲恨止痛的復仇者寧恕。5月29日，第4张全新个人专辑《莲》正式预售，在7分钟内三平台销量突破150萬张，銷售額突破3100萬。预售24小時内平台销售突破200萬张，銷售額突破4000萬。6月14日，由其主演的電視劇《相逢時節》在無錫惠山區舉行開機儀式。2020年7月19日，出席第27屆東方風雲榜音樂盛典，榮獲「亞洲最具影響力歌手」、「最佳製作人」、「最受歡迎ep」、「最佳演唱會」共四個獎項。9月24日，由其主演的電視劇《相逢時節》殺青。10月7日，在張藝興29歲生日當天，他宣布開設娛樂公司「染色體娛樂集團」，當老闆培訓練習生的計劃正式啟動。10月10日，宣布加盟湖南衛視《舞蹈风暴》第二季，節目於官宣當天晚上播出。9月中旬，與孫紅雷搭檔主演的刑偵犯罪電視劇《掃黑風暴》開始拍攝，張藝興在劇中飾演刑警林浩。

### 2021年：歌影視藝四棲穩定發展
2021年1月4日，主演的電視劇《掃黑風暴》宣布殺青。1月8日，QQ音樂宣布張藝興的原創大碟《蓮》榮登2020年QQ音樂巔峰暢銷榜專輯年榜第一位及專輯總榜第一位，刷新全網數字正式專輯的歷史，該張專輯已突破殿堂史詩唱片等級認證，刷新QQ音樂【金唱片】，【三金唱片】至【史詩唱片】9項銷量等級認證唱片，並以逆天戰績斬獲數字正式專輯銷量第一位。2月5日，由張藝興擔任“製作人”的唱作人錄音室版專輯《PRODUCER》正式上線推出，當中收錄了張藝興在《我是唱作人2》中以「唱作人」身份創作的9首新歌，秉持音樂人要求完美的態度，他將節目中的九首作品全部重新錄製，收錄成第5張專輯《PRODUCER》，開啟張藝興音樂中的「製作人」新時代。2月11日，連續第5年參加《中央廣播電視總台春節聯歡晚會》，並帶領自己建立的娛樂品牌染色体團队登上春晚舞台，演唱自己的原創作品。2月28日，出席《2020微博之夜》，上台演唱原創作品〈JOKER〉。3月10日，官宣出演《理想照耀中國》，在單元劇《烈性》中飾演“地雷戰之父”熊大缜。3月25日，張藝興方因新疆棉花事件連發兩封聲明，宣布解除與Calvin Klein及Converse的合作。3月29日，以染色體娛樂集團CEO、節目六大廠牌召集人、節目音樂製作人身份帶領染色體娛樂集團製作團隊正式加盟東方衛視音樂節目《金曲青春》。4月16日，張藝興的第四張實體專輯《蓮》開啟預約，上線首日預約人數已破百萬；4月19日，專輯預約破170萬。4月19日晚10：07，张艺兴第四张实体专辑《莲》在苏宁易购独家开售，仅6秒便被抢购一空。至此，张艺兴历时六年画的第一个圆也终于圆满。4月23日，以常駐嘉賓身份參與的生活服務紀實節目《向往的生活第五季》在湖南衛視播出。5月25日，SM官方宣布EXO本次的回歸將以七人形式進行，此次為張藝興時隔4年再次參與團體的回歸，但因疫情原因回歸期間張藝興不會到韓國打歌。6月10日，由其主演的電視劇《理想照耀中國》單元劇《烈性》在湖南衛視播出。6月12日，《這就是街舞第四季》宣布張藝興將以隊長身份回歸節目。6月14日，官宣與金晨共同主演反詐騙題材的懸疑電影《捕魚行動》，張藝興於電影中飾演一個鬱鬱不得志的程序員，決定出外闖蕩淘金，卻意外捲入了一場精心策劃的網絡騙局。7月15日，在2021中國網絡誠信大會在長沙開幕會上獲頒2022年度網絡誠信宣傳大使聘書，成為2022年度網絡誠信宣傳大使。8月9日，由其主演的電視劇《掃黑風暴》在東方衛視、CCTV-8、北京衛視三台聯播。8月14日，由張藝興擔任隊長的街舞選拔類真人秀節目《這！就是街舞第四季》正式在優酷上線。9月23日，主演的電影《捕魚行動》在澳門全組殺青。10月7日零時，張藝興在他踏入30歲之際推出新EP先行單曲《三昧真火》；10月15日，推出由自己擔任音樂制作人的新EP《東》。11月17日，在東方風雲榜音樂盛典中表演新歌《苦行憎》和《飛天》，並獲得最佳男歌手、蟬聯最佳製作人、專輯《蓮》獲得最佳專輯和歌曲《玉》獲得十大金曲四重大獎。12月22日，國家稅務總局湖南省稅務局官方微博宣布，張藝興擔任“湖南稅務納稅服務宣傳大使”。

### 2022年至今：正式單飛發展
2022年2月22日，與24kGoldn合作的新專輯《Dawn to Dusk》重磅上線。2月23日，由其主演的電視劇《相逢時節》在東方衛視、浙江衛視、優酷三台聯播，他在劇中飾演擁有雙面性格的青年才俊寧恕，性格陰冷腹黑，一心想為家族復仇，是其首部參演反派的電視劇。4月8日，在張藝興出道十週年之際，他在各平台分別發長文和手寫信回憶EXO出道十年的心路歷程，並透露與SM娛樂公司的合作已約滿到期，SM其後發表官方聲明：「合約已經到期，正在討論新的簽約模式。」；同日，張藝興發行由其創作並擔綱製作人的新曲《酒（JIU）》，歌曲前奏加上與EXO成員生活化的對話，他將歲月釀為一杯醇酒，遙敬遠方兄弟，敬這一段青春的美好，希望各自未來會更好。9日凌晨，張藝興微博名正式從“努力努力再努力x”改名為本名“張藝興”。4月22日，繼續以常駐成員身份參與的綜藝節目《嚮往的生活》第六季在湖南衛視播出。5月15日，宣布出演慶祝共青團成立100週年獻禮網絡電影《中國青年：我和我的青春》，在第一單元《旗幟》中飾演畫家許麥。5月31日，與前NBA球員NICK YOUNG推出致敬NBA75週年主題曲《熱愛Time To Shine》；6月6日，在NBA總決賽G2開場前，歌曲MV在金州勇士隊主場大通中心大屏播放。7月23日，在出道十週年之際舉行「張藝興大航海·啟航FIREWORK線上演唱會」；並宣布將演唱會的特殊機位所得的費用（張藝興個人及工作室所得部分），以“張藝興的鋼鐵貝殼”名義支持公益事業。7月29日，mallstars齊舞大賽總決賽陣容官宣，張藝興加盟；9月7日，參加《中國說唱巔峰對決》；9月27日，睽違一年推出全新EP《西》，並宣布展開《大航海Ⅱ·未至之境》世界巡迴演唱會。10月15，19和22日以及11月20號分別在馬來西亞吉隆坡，新加坡，泰國曼谷和美國舊金山舉辦海外演唱會巡演；11月15日，做客Grammy Museum格萊美博物館並表演 ；11月23日，受邀參加哈佛大學商學院的中西文化交流講座分享音樂心得以及自創的M-POP音樂理念；11月26日，作為領銜表演嘉賓參加在紐約的Barclays Center舉行的第一届MetaMoon音樂節並連續唱跳9首歌曲；12月31日，參加的《夢圓東方2023東方衛視跨年盛典》播出，演唱《沸》《面紗》。
2023年1月15日，以代言人的身份加盟《2023湖南衛視芒果TV春節聯歡晚會》，表演歌舞《面紗》《新麓山之歌》；1月18日，參加《2022微博音樂盛典》；1月24日，參加「奮進新徵程——2023中國網絡視聽年度盛典」；3月10日，搭檔舒淇，梁家輝主演的懸疑犯罪電影《黎明時分見》在福建平潭正式開機拍攝，在片中飾演與一宗連環命案有著千絲萬縷關系的外地男人林臧；3月28日，张艺兴作为宇舶表品牌大使，受邀参加了2023「钟表与奇迹」日内瓦高级钟表展；次日，张艺兴参观宇舶表总部工厂并体验了专业制表师的工作。张艺兴作为观展贵宾，此次的日内瓦之旅也登上了日内瓦高级钟表展的官网；4月21日，與正在拍攝的電影《傳說》劇組一起參加第十三屆北京國際電影節。該電影由博納影業出品，于冬擔任出品人和總製片人，唐季禮編劇並執導，成龍、張藝興、古力娜扎、李治廷領銜主演，該片延續了《神話》的故事風格，成龍將再次化身考古專家，帶領小分隊踏上一場奇幻的冒險之旅；4月28日，參演電影《長沙夜生活》定檔上映；5月3日，張藝興作為雪碧的全球品牌代言人被邀請參加雪碧酷光燈Sprite Limelight Music Program第二季，他為其創作的全新品牌單曲《Alive》於5月22日上線。
8月5日，2023「大航海2.5·無遠弗屆」巡回演唱會在深圳啓航；8月8日，主演的電影《孤注一擲》上映；8月12-13日，在上海凱迪拉克中心舉辦《大航海3·無遠弗屆》2023巡回演唱會；8月24日，參加中國國家話劇院青年導演創作扶持計劃第二季藝術工坊；8月31日，與華納音樂中國簽訂戰略合作協議下一張專輯將由華納發行 ；9月20日，宣布加盟美國經紀公司Range Media Partners，由該公司負責張藝興的全球事務。10月18日，在接受《综艺》采访时表示，已经做好了迎接好莱坞挑战的准备，希望能够成为一名促进中美文化交流的演员。

## 影視作品

### 電視劇
| 年份   | 播放頻道                 | 電視劇名稱        | 角色       | 备注                   |
| 1998年 | 北京電視台               | 《咱老百姓》      | 歡歡       | 客串                   |
| 2015年 | LINE TV                  | 《我的鄰居是EXO》 | Lay        | 客串                   |
| 2016年 | 江苏卫视 浙江卫视        | 《好先生》        | 蔡明峻     | 配角                   |
| 2016年 | 东方卫视                 | 《老九门》        | 二月紅     | 男主角                 |
| 2017年 | 东方卫视                 | 《求婚大作战》    | 严小赖     | 男主角                 |
| 2018年 | 騰訊視頻                 | 《沙海》          | 解雨臣     | 特邀演出               |
| 2018年 | 愛奇藝                   | 《好戲一出》      | 馬小兴     | 電影《一出好戲》網劇版 |
| 2019年 | 愛奇藝                   | 《黄金瞳》        | 庄睿／冯权 | 男主角                 |
| 2019年 | 湖南衛視                 | 《大明风华》      | 朱祁鎮     | 特邀演出               |
| 2021年 | 湖南衛視                 | 《理想照耀中國》  | 熊大缜     | 特邀演出               |
| 2021年 | 東方衛視 CCTV-8 北京衛視 | 《掃黑風暴》      | 林浩       | 男二                   |
| 2022年 | 浙江衛視 東方衛視 優酷   | 《相逢時節》      | 寧恕       | 男二                   |

### 電影
| 年份   | 電影名稱                   | 角色       | 備註     | 國內票房            |
| 2015年 | 《前任2：备胎反击战》      | 李相赫     | 客串     | 國內累計票房2.52亿  |
| 2015年 | 《從天兒降》               | 樂意       | 主演     | 國內累計票房5663萬  |
| 2016年 | 《极限挑战之皇家宝藏》     | 張藝興     | 主演     | 國內累計票房1.25亿  |
| 2016年 | 《老九門番外之二月花開》   | 二月紅     | 主演     | 網絡電影            |
| 2017年 | 《功夫瑜伽》               | 小光       | 配角     | 國內累計票房17.5亿  |
| 2017年 | 《建军大业》               | 卢德铭     | 客串     | 國內累計票房3.89亿  |
| 2017年 | 《Cars 3：閃電再起》       | 暴風傑克森 | 配音     | 國內累計票房1.37亿  |
| 2018年 | 《一出好戲》               | 馬小兴     | 配角     | 國內累計票房13.4亿  |
| 2019年 | 《一切如你》               | -          | 客串     | 公益電影            |
| 2023年 | 《长沙夜生活》             | 何岸       | 特別出演 |                     |
| 2023年 | 《中國青年：我和我的青春》 | 許麥       | 特別出演 | 網絡電影            |
| 2023年 | 《孤注一擲》               | 潘生       | 男主角   | 国内累计票房38.51亿 |
| 2024年 | 《传说》                   | 王靖/華峻  | 男二     |                     |
| 2025年 | 《不说话的爱》             | 马达       | 男主角   |                     |

### 固定綜藝節目
| 播放日期                     | 頻道     | 節目名稱               | 集數 | 備註                   |
| 2014年8月20日－8月27日       | 江苏卫视 | 《星廚駕到》第一季     | 2    | 参赛者                 |
| 2015年6月14日－9月20日       | 东方卫视 | 《极限挑战》第一季     | 13   | 固定成员               |
| 2016年4月17日－7月10日       | 东方卫视 | 《极限挑战》第二季     | 13   | 固定成员               |
| 2017年7月9日－11月17日       | 东方卫视 | 《极限挑战》第三季     | 12   | 固定成员               |
| 2018年1月19日－4月6日        | 爱奇艺   | 《偶像练习生》         | 12   | 全民制作人代表         |
| 2018年4月22日－7月15日       | 东方卫视 | 《极限挑战》第四季     | 12   | 固定成员               |
| 2018年12月1日－2019年2月9日  | 腾讯视频 | 《即刻电音》           | 12   | 明星主理人             |
| 2019年1月21日－4月6日        | 爱奇艺   | 《青春有你》           | 12   | 青春制作人代表         |
| 2019年5月12日－7月28日       | 东方卫视 | 《极限挑战》 第五季    | 12   | 固定成員               |
| 2020年4月16日－6月25日       | 爱奇艺   | 《我是唱作人》第二季   | 11   | 固定嘉賓               |
| 2020年6月26日－8月28日       | 优酷     | 《少年之名》           | 10   | 少年制作人             |
| 2020年7月18日－10月3日       | 优酷     | 《這！就是街舞》第三季 | 12   | 队长                   |
| 2020年7月27日－10月3日       | 优酷     | 《一起火鍋吧》第一季   | 11   | 固定嘉賓               |
| 2020年10月10日－2021年1月9日 | 湖南卫视 | 《舞蹈风暴》第二季     | 12   | 风暴引領者、風暴鑒證官 |
| 2021年4月3日－6月5日         | 東方卫视 | 《金曲青春》           | 10   | 召集人                 |
| 2021年4月23日－7月23日       | 湖南卫视 | 《向往的生活》第五季   | 14   | 固定成員               |
| 2021年8月14日－10月30日      | 优酷     | 《這！就是街舞》第四季 | 12   | 队长                   |
| 2021年8月23日－10月30日      | 优酷     | 《一起火鍋吧》第二季   | 11   | 固定嘉賓               |
| 2022年4月29－7月22日         | 湖南卫视 | 《向往的生活》第六季   | 14   | 固定成員               |

## 音樂作品

### 正規專輯
| 專輯# | 專輯資料 | 曲目 |
| 1st   | 《SHEEP》 - 發行日期：2017年10月7日 - 語言：國語、英文 - 實體專輯銷量 - 中國: 272,038+ - 南韓: 21,214+ - 日本：757+ - 數字專輯銷量：1,002,940+ | 曲目 1. SHEEP（羊） 2. I NEED YOU（需要你） 3. PEACH（桃） 4. HAND（匕首） 5. BOSS（老大） 6. SHAKE（搖擺） 7. TOO MUCH（太多） 8. MASK（面罩） 9. DIRECTOR（導演） 10. X BACK（興迷） |
| 2nd   | 《夢不落雨林/NAMANANA》 - 發行日期：2018年10月19日 - 語言：國語、英文 - 實體專輯銷量： - 數字專輯銷量：1,180,200+                              | 曲目 - CD1（中文版） 1. 集结号 2. 梦不落雨林 3. 爱到这 4. 催眠术 5. 爱的引力 6. 坚持 7. 幸福上瘾 8. 麻婆豆腐 9. 香水 10. 快门回溯 11. 贝壳女孩 - CD2（英文版） 1. The Assembly Call 2. NAMANANA 3. Give Me A Chance 4. Lay U Down 5. Save You 6. Hold On 7. Thing For You 8. Mapo Tofu 9. Flavor 10. Don't Let Me Go 11. Tattoo |
| 3rd   | 《蓮》前世篇／《莲》今生篇 - 發行日期：2020年6月1日／2020年7月21日 - 語言：國語、英文 - 實體專輯銷量： - 數字專輯銷量：2,740,420+              | 曲目 - 《蓮》前世篇 1. 蓮（Lit） 2. 玉（Jade） 3. 鷹（Eagle） 4. 水（H2O） 5. 飛（Fly） 6. 靈（Soul） - 《莲》今生篇 1. 沸（Changsha） 2. 媽（Mama） 3. 蹦（BOOM） 4. 喚（Call My Name） 5. 夜（Late Night） 6. 愿（Wish） |
| 4th   | 《PRODUCER》 - 發行日期：2021年2月5日 - 語言：國語、英文 - 實體專輯銷量： - 數字專輯銷量：                                                     | 曲目 1. Joker 2. 愛蓮說 3. 小城姑娘 4. 十面埋伏 5. 略過 6. 馬 7. 炎黃子孫 8. 癡 9. 湘江水（feat功夫胖） |
| 5th   | 《STEP》 - 發行日期：2024年6月14日 - 語言：英文 - 實體專輯銷量： - 數字專輯銷量：                                                              | 曲目 1. Run Back To You 2. Psychic 3. Step 4. Fresh 5. Music is Your Love 6. Daisy 7. Right Now 8. Before You Let Go 9. Mornings With You 10. Staring At The Sun 11. Human In You 12. I’m Still Learning 13. 傳說 A Legend（feat成龍/金喜善）                                                                                   |

### 迷你專輯
| 專輯# | 專輯資料                                                                            | 曲目 |
| 1st   | 《LOSE CONTROL》 - 發行日期：2016年10月28日 - 語言：國語 - 数字專輯销量：1,063,029+ | 1. LOSE CONTROL 失控 2. what U need？（你要什么） 3. TONIGHT（今晚） 4. MYM 5. MYM (Acoustic Version) 6. RELAX（守望） |
| 2nd   | 《Honey》 - 發行日期：2019年6月14日 - 語言：國語、英文 - 数字專輯销量：4,845,976+   | 1. HONEY （和你） 2. BAD（壞的） 3. AMUSEMENT PARK （遊樂園） 4. 和你 （HONEY）                                        |
| 3rd   | 《東》 - 發行日期：2021年10月15日 - 語言：國語、英文 - 数字專輯销量：845,168+       | 1. 飛天 2. 三昧真火 3. 苦行僧 4. 牧童                                                                                  |
| 4th   | 《西》 - 發行日期：2022年9月21日 - 語言：國語、英文 - 数字專輯销量：                | 1. 面紗 2. 我不在乎 3. 懂 4. 3Wishes 5. Veil                                                                           |
| 5th   | 《THE DIRECTION》 - 發行日期：2023年12月03日 - 語言：英文 - 数字專輯销量：          | 1. Rise 2. Purple 3. Breathe                                                                                           |

### 冬季特別專輯
| 專輯# | 專輯資料                                                                                      | 曲目 |
| 1st   | 《Winter Special Gift》 - 發行日期：2017年12月22日 - 語言：國語 英文 - 數字專輯銷量：768,816+ | 1. 聖誕又至（Goodbye Christmas） 2. 你的感覺（Can You Feel Me） 3. 聖誕的愛（Christmas Love） 4. 小小禮物（Gift To XBACK） 5. Goodbye Christmas（Eng Ver.） 6. Goodbye Christmas（Inst.） |

### 數位單曲
| 專輯# | 專輯資料 | 曲目                                        |
| 1st   | 《獨角戲》 - 發行日期：2016年5月27日 - 語言：國語 - 備註：SM STATION單曲                                               | 1. 獨角戲                                   |
| 2nd   | 《What U Need》 - 发行日期：2016年10月7日 - 语言：国语 - 備註：首張迷你專輯《LOSE CONTROL》先行曲 - 韓國下載量：4,242+ | 1. What U Need？                            |
| 3rd   | 《I NEED U》 - 發行日期：2017年9月25日 - 語言：國語 - 備註：首張正規專輯《SHEEP》先行曲                                | 1. I NEED U                                 |
| 4th   | 《Sheep (Alan Walker Relift)》 - 發行日期：2018年8月31日 - 語言：國語、英語                                            | 1. Sheep (Alan Walker Relift)               |
| 5th   | 《Give Me A Chance》 - 發行日期：2018年10月5日 - 語言：英語 - 備註：第二張正規專輯《夢不落雨林/NAMANANA》先行曲        | 1. Give Me A Chance                         |
| 6th   | 《When It's Christmas》 - 發行日期：2018年12月24日                                                                     | 1. When It's Christmas                      |
| 7th   | 《我不好》 - 發行日期：2019年9月9日                                                                                    | 1. 我不好                                   |
| 8th   | 《晚安》 - 發行日期：2019年11月14日                                                                                    | 1. 晚安                                     |
| 9th   | 《外婆》 - 發行日期：2019年12月15日                                                                                    | 1. 外婆                                     |
| 10th  | 《饕餮/Gluttony》 - 發行日期：2020年9月6日                                                                             | 1. 饕餮（Gluttony）                         |
| 11th  | 《Joker》 - 發行日期：2021年2月1日                                                                                     | 1. Joker                                    |
| 12th  | 《Dawn to Dusk》 - 發行日期：2022年2月22日                                                                             | 1. Dawn to Dusk 2. Dawn to Dusk（不眠不休） |
| 13th  | 《没什么能给你》 - 發行日期：2022年12月23日                                                                            | 1. 没什么能给你                             |
| 14th  | 《财神到》 - 發行日期：2023年1月20日                                                                                   | 1. 财神到                                   |
| 15th  | 《SHEEP（Remix）》 - 發行日期：2024年10月7日                                                                           | 1. SHEEP（Remix）                           |
| 16th  | 《What About Love》 - 發行日期：2024年11月15日                                                                         | 1. What About Love'                         |
| 17th  | 《This Must Be Love》 - 發行日期：2024年12月23日                                                                       | 1. This Must Be Love                        |
| 18th  | 《開天》 - 發行日期：2025年1月1日                                                                                      | 1. 開天                                     |

### OST
| 發佈日期       | 歌曲名稱                        | 影視名稱               | 備注                                                     |
| 2015年11月3日  | 青春快乐 Youth Happiness        | 《從天兒降》           | 與姜雯、李小璐                                           |
| 2015年11月11日 | 一個人 Alone                    | 《前任2：備胎反擊戰》  |                                                          |
| 2016年1月15日  | 男人的事                        | 《极限挑战：皇家宝藏》 | 與黃渤、孫紅雷、羅志祥、黃磊、王迅                       |
| 2017年5月1日   | 祈願                            | 《求婚大作戰》         |                                                          |
| 2018年1月15日  | 一切如你                        | 《我在你身邊》         |                                                          |
| 2024年2月13日  | 做自己的太陽                    | 《熱辣滾燙》           | 改編自張佑赫 feat. Esther《지지 않는 태양 (不落的太陽)》 |
| 2024年6月25日  | 傳說 A LEGEND Feat. 成龍/金喜善 | 《傳說》               |                                                          |
| 2025年4月8日   | 聽不見的話                      | 《不說話的愛》         | 電影宣傳曲                                               |

### 廣告/宣傳/企劃歌曲
| 發佈日期       | 歌曲名稱                         | 活動名稱                                       |
| 2014年12月31日 | I'm Coming                       | 湖南衛視跨年晚會                               |
| 2017年12月27日 | 夢想起飛                         | 浦發銀行信用卡品牌主題曲                       |
| 2018年8月1日   | 缘分海洋 (Liens X Sea)           | 尚美巴黎Liens缘分系列主题曲                    |
| 2019年5月4日   | 青春頌                           | 为纪念“五四”运动100周年                        |
| 2019年10月28日 | SKY                              | 尚美巴黎品牌原创纯音乐                         |
| 2020年3月17日  | 最美的風景線                     | 防疫公益曲                                     |
| 2020年3月28日  | 少年行                           | 梦幻西游手游全新国风单曲                       |
| 2020年5月3日   | 不屈的信仰                       | 新华社与《中国扶贫》杂志社携手打造青春奋斗歌曲 |
| 2021年2月11日  | 画卷                             | 2021年央视春晚                                 |
| 2021年6月29日  | 星火                             | 青年湖南與青微工作室聯合制作建黨百年獻禮曲     |
| 2021年8月9日   | 緣融四季 (Jeux De Liens Harmony) | 尚美巴黎品牌原创纯音乐                         |
| 2021年12月20日 | 悟                               | 梦幻西游手游孙悟空角色曲                       |
| 2022年1月10日  | 就要这个味                       | 康師傅紅燒牛肉麵品牌主題曲                     |
| 2022年5月2日   | 閃光如你                         | 慶祝中國共青團成立100週年主題歌曲              |
| 2022年5月31日  | 熱愛/TIME TO SHINE               | NBA75周年官方主题曲                            |
| 2022年10月9日  | 动起来                           | 康师傅红烧牛肉面广告曲                         |
| 2023年1月21日  | 小小大爱                         | 央视新闻与网易云音乐联合发布春节特别歌曲       |
| 2023年4月24日  | 星星海                           | 慶祝中國航天日8週年                            |
| 2023年5月22日  | Alive                            | Sprite Limelight雪碧酷光燈第二季品牌單曲       |
| 2023年8月4日   | Pokémon Party 宝可梦派对         | 宝可梦合作单曲                                 |
| 2024年5月10日  | 山河为卷                         | 中国品牌日年度主题曲                           |
| 2024年5月21日  | Shuffle                          | 雪碧主題曲                                     |
| 2024年5月27日  | Lay了躺一下                      | 京東唐老鴨超级IP日主題曲                       |
| 2024年9月30日  | 潮起東方                         | 海爾創立四十週年主題曲                         |
| 2024年10月26日 | 我的主場                         | 綜藝《我的主場》主題曲                         |

### 合唱歌曲
| 日期          | 歌曲名稱                         | 合作藝人                   | 備注                                                           |
| 2018年5月4日  | 《強國一代有我在》               | 群星                       |                                                                |
| 2019年2月22日 | 《Let's Shut Up & Dance》        | NCT 127、Jason Derulo      | 收錄於Michael Jackson誕生60周年特別專輯《The Greatest Dancer》 |
| 2019年3月15日 | 《Love Birds》                   | 遠東韻律                   |                                                                |
| 2020年2月5日  | 《我们心在一起》                 | 群星                       | 抗击新型肺炎疫情公益歌曲                                       |
| 2020年3月20日 | 《Love You More》                | Steve Aoki、will.i.am      |                                                                |
| 2021年1月31日 | 《沒有人在乎/NO ONE CARES》      | 汪峰、GAI                  |                                                                |
| 2021年7月24日 | 《蘑菇屋裡吹牛皮》               | 黃磊、何炅、彭昱暢、張子楓 |                                                                |
| 2022年2月22日 | 《Dawn to Dusk/不眠不休》        | 24kGoldn                   |                                                                |
| 2022年5月31日 | 《熱愛/TIME TO SHINE》           | NICK YOUNG                 | 致敬NBA75週年主題曲                                            |
| 2024年3月15日 | 《RUN BACK TO YOU》（VIDI Remix) | Lauv, Vidi Aldiano         |                                                                |
| 2024年7月4日  | 《湖南搖叮闊》                   | R.E.D                      |                                                                |

### 創作歌曲
| 發表年份 | 發表日期 | 歌曲名稱                                         | 專輯名稱                                                                                                | 演唱藝人                                                      | 作曲   | 填詞 | 編曲 | 其他   |
| 2010年   | -        | 眼淚機場                                         | 尚未公開發行                                                                                            | 張藝興                                                        |        |      |      |        |
| 2013年   | -        | Because Of You                                   | 尚未公開發行                                                                                            | 張藝興                                                        |        |      |      |        |
| 2014年   | 5月23日  | I'm Lay                                          | 《EXOLOGY CHAPTER 1: THE LOST PLANET》                                                                  | 張藝興                                                        |        |      |      |        |
| 2014年   | 12月31日 | I'm Coming                                       | 尚未公開發行                                                                                            | 張藝興                                                        |        |      |      |        |
| 2015年   | 3月7日   | 약속（EXO 2014）                                 | 《LOVE ME RIGHT》                                                                                       | EXO                                                           |        |      |      |        |
| 2015年   | 5月30日  | 約定（EXO 2014）                                 | 《LOVE ME RIGHT》                                                                                       | EXO                                                           |        |      |      |        |
| 2015年   | 10月14日 | Dancing young                                    | Birthday Party《了解/陪伴/期待》( 尚未公開發行 )                                                        | 張藝興                                                        |        |      |      |        |
| 2015年   | 11月3日  | 青春快乐 Youth Happiness                         | 《从天儿降》主题曲                                                                                      | 張藝興                                                        |        |      |      |        |
| 2015年   | 11月4日  | 你是我的愛 You Are My Love                       | Birthday Party《了解/陪伴/期待》 （透過2017冬季特別專輯《小小禮物 Gift To XBACK》作為給粉絲的禮物發行） | 張藝興                                                        |        |      |      |        |
| 2015年   | 11月4日  | 美好的一天                                       | Birthday Party《了解/陪伴/期待》( 尚未公開發行 )                                                        | 張藝興                                                        |        |      |      |        |
| 2015年   | 11月11日 | 一個人 Alone                                     | 《前任2：備胎反擊戰》主題曲                                                                             | 張藝興                                                        |        |      |      |        |
| 2015年   | 12月31日 | MYM                                              | Birthday Party《了解/陪伴/期待》&《LOSE CONTROL》                                                       | 張藝興                                                        |        |      |      |        |
| 2016年   | 5月26日  | 獨角戲(Monodrama)                                | SM STATION單曲                                                                                          | 張藝興                                                        |        |      |      |        |
| 2016年   | 10月7日  | what U need？(你要什么)                          | 《LOSE CONTROL》                                                                                        | 張藝興                                                        |        |      |      |        |
| 2016年   | 10月28日 | LOSE CONTROL (失控)                              | 《LOSE CONTROL》                                                                                        | 張藝興                                                        |        |      |      |        |
| 2016年   | 10月28日 | TONIGHT (今晚)                                   | 《LOSE CONTROL》                                                                                        | 張藝興                                                        |        |      |      |        |
| 2016年   | 10月28日 | MYM (Acoustic Version)                           | 《LOSE CONTROL》                                                                                        | 張藝興                                                        |        |      |      |        |
| 2016年   | 10月28日 | RELAX (守望)                                     | 《LOSE CONTROL》                                                                                        | 張藝興                                                        |        |      |      |        |
| 2017年   | 5月1日   | 祈愿                                             | 《求婚大作战》电视剧插曲                                                                                | 張藝興                                                        |        | 和聲 |      |        |
| 2017年   | 9月25日  | I NEED U                                         | 《SHEEP》先行曲                                                                                         | 張藝興                                                        |        |      |      |        |
| 2017年   | 10月7日  | SHEEP（羊）                                      | 《SHEEP》主打曲                                                                                         | 張藝興                                                        |        |      |      |        |
| 2017年   | 10月7日  | HAND（匕首）                                     | 《SHEEP》                                                                                               | 張藝興                                                        |        |      |      |        |
| 2017年   | 10月7日  | PEACH（桃）                                      | 《SHEEP》                                                                                               | 張藝興                                                        |        |      |      |        |
| 2017年   | 10月7日  | XBACK（兴迷）                                    | 《SHEEP》                                                                                               | 張藝興                                                        |        |      |      |        |
| 2017年   | 10月7日  | TOO MUCH（太多）                                 | 《SHEEP》                                                                                               | 張藝興                                                        |        |      |      |        |
| 2017年   | 10月7日  | BOSS（老大）                                     | 《SHEEP》                                                                                               | 張藝興                                                        |        |      |      |        |
| 2017年   | 10月7日  | MASK（面罩）                                     | 《SHEEP》                                                                                               | 張藝興                                                        |        |      |      |        |
| 2017年   | 10月7日  | SHAKE（摇摆）                                    | 《SHEEP》                                                                                               | 張藝興                                                        |        |      |      |        |
| 2017年   | 10月7日  | DIRECTOR（导演）                                 | 《SHEEP》                                                                                               | 張藝興                                                        |        |      |      |        |
| 2017年   | 12月22日 | 聖誕又至（Goodbye Christmas）                    | 《Winter Special Gift》                                                                                 | 張藝興                                                        |        |      |      |        |
| 2017年   | 12月22日 | 你的感覺（Can You Feel Me）                      | 《Winter Special Gift》                                                                                 | 張藝興                                                        |        |      |      |        |
| 2017年   | 12月22日 | 聖誕的愛（Christmas Love）                       | 《Winter Special Gift》                                                                                 | 張藝興                                                        |        |      |      |        |
| 2017年   | 12月22日 | 小小禮物（Gift To XBACK）                        | 《Winter Special Gift》                                                                                 | 張藝興                                                        |        |      |      |        |
| 2017年   | 12月22日 | Goodbye Christmas（Eng Ver.）                    | 《Winter Special Gift》                                                                                 | 張藝興                                                        |        |      |      |        |
| 2017年   | 12月22日 | Goodbye Christmas（Inst.）                       | 《Winter Special Gift》                                                                                 | 張藝興                                                        |        |      |      |        |
| 2018年   | 7月10日  | Debut                                            | | 歐陽靖                                                        | 製作人 |      |      |        |
| 2018年   | 5月31日  | 不待續                                           | 《我們在中場相遇》                                                                                      | 莫文蔚                                                        |        |      |      |        |
| 2018年   | 10月19日 | 集結號                                           | 《夢不落雨林》                                                                                          | 張藝興                                                        |        |      |      |        |
| 2018年   | 10月19日 | 夢不落雨林                                       | 《夢不落雨林》                                                                                          | 張藝興                                                        |        |      |      |        |
| 2018年   | 10月19日 | 愛到底                                           | 《夢不落雨林》                                                                                          | 張藝興                                                        |        |      |      |        |
| 2018年   | 10月19日 | 催眠術                                           | 《夢不落雨林》                                                                                          | 張藝興                                                        |        |      |      |        |
| 2018年   | 10月19日 | 愛的引力                                         | 《夢不落雨林》                                                                                          | 張藝興                                                        |        |      |      |        |
| 2018年   | 10月19日 | 堅持                                             | 《夢不落雨林》                                                                                          | 張藝興                                                        |        |      |      |        |
| 2018年   | 10月19日 | 幸福上癮                                         | 《夢不落雨林》                                                                                          | 張藝興                                                        |        |      |      |        |
| 2018年   | 10月19日 | 麻婆豆腐                                         | 《夢不落雨林》                                                                                          | 張藝興                                                        |        |      |      |        |
| 2018年   | 10月19日 | 香水                                             | 《夢不落雨林》                                                                                          | 張藝興                                                        |        |      |      |        |
| 2018年   | 10月19日 | 快門回溯                                         | 《夢不落雨林》                                                                                          | 張藝興                                                        |        |      |      |        |
| 2018年   | 10月19日 | 貝殼女孩                                         | 《夢不落雨林》                                                                                          | 張藝興                                                        |        |      |      |        |
| 2018年   | 12月28日 | When It's christmas                              | - | 張藝興                                                        |        |      |      |        |
| 2019年   | 03月15日 | Lovebird                                         | - | 張藝興、遠東韻律                                              |        |      |      |        |
| 2019年   | 6月14日  | Honey (和你)                                     | 《Honey》                                                                                               | 張藝興                                                        |        |      |      |        |
| 2019年   | 6月14日  | Bad (壞的)                                       | 《Honey》                                                                                               | 張藝興                                                        |        |      |      |        |
| 2019年   | 6月14日  | Amusement Park(遊樂園)                           | 《Honey》                                                                                               | 張藝興                                                        |        |      |      |        |
| 2019年   | 6月14日  | 和你 (Honey)                                     | 《Honey》                                                                                               | 張藝興                                                        |        |      |      |        |
| 2019年   | 9月9日   | 我不好                                           | - | 張藝興                                                        |        |      |      |        |
| 2019年   | 11月14日 | 晚安                                             | - | 張藝興                                                        |        |      |      |        |
| 2019年   | 12月15日 | 外婆                                             | - | 張藝興                                                        |        |      |      |        |
| 2020年   | 2月19日  | 會好的（以2019冠状病毒病中国大陆疫情为创作背景） | - | 張藝興                                                        |        |      |      |        |
| 2020年   | 3月17日  | 最美的風景線                                     | - | 張藝興                                                        |        |      |      | 製作人 |
| 2020年   | 3月28日  | 少年行                                           | - | 張藝興                                                        |        |      |      |        |
| 2020年   | 4月16日  | Joker（小丑）                                    | 《PRODUCER》                                                                                            | 張藝興                                                        |        |      |      | 製作人 |
| 2020年   | 4月23日  | 愛蓮說（Love Lay）                               | 《PRODUCER》                                                                                            | 張藝興                                                        |        |      |      |        |
| 2020年   | 4月30日  | 小城姑娘（Flipped）                              | 《PRODUCER》                                                                                            | 張藝興                                                        |        |      |      |        |
| 2020年   | 5月7日   | 十面埋伏（Ambush）                               | 《PRODUCER》                                                                                            | 張藝興                                                        |        |      |      |        |
| 2020年   | 5月14日  | 略過（Stay With Me）                             | 《PRODUCER》                                                                                            | 張藝興                                                        |        |      |      |        |
| 2020年   | 5月20日  | 玉（Jade）                                       | 《蓮》前世篇先行曲                                                                                      | 張藝興                                                        |        |      |      | 製作人 |
| 2020年   | 5月21日  | 马（Horse）                                      | 《PRODUCER》                                                                                            | 張藝興                                                        |        |      |      |        |
| 2020年   | 6月1日   | 蓮（Lit）                                        | 《蓮》前世篇                                                                                            | 張藝興                                                        |        |      |      |        |
| 2020年   | 6月1日   | 鷹（Eagle）                                      | 《蓮》前世篇                                                                                            | 張藝興                                                        |        |      |      |        |
| 2020年   | 6月1日   | 水（H2O）                                        | 《蓮》前世篇                                                                                            | 張藝興                                                        |        |      |      |        |
| 2020年   | 6月1日   | 飛（Fly）                                        | 《蓮》前世篇                                                                                            | 張藝興                                                        |        |      |      |        |
| 2020年   | 6月1日   | 靈（Soul）                                       | 《蓮》前世篇                                                                                            | 張藝興                                                        |        |      |      |        |
| 2020年   | 6月4日   | 炎黃子孫（Descendants of the Dragon）            | 《PRODUCER》                                                                                            | 張藝興                                                        |        |      |      |        |
| 2020年   | 6月25日  | 痴（Obessed）                                    | 《PRODUCER》                                                                                            | 張藝興                                                        |        |      |      |        |
| 2020年   | 7月9日   | 蹦（BOOM）                                       | 《蓮》今生篇先行曲                                                                                      | 張藝興                                                        |        |      |      |        |
| 2020年   | 7月21日  | 沸（Changsha）                                   | 《蓮》今生篇                                                                                            | 張藝興                                                        |        |      |      |        |
| 2020年   | 7月21日  | 媽（Mama）                                       | 《蓮》今生篇                                                                                            | 張藝興                                                        |        |      |      |        |
| 2020年   | 7月21日  | 喚（Call My Name）                               | 《蓮》今生篇                                                                                            | 張藝興                                                        |        |      |      |        |
| 2020年   | 7月21日  | 夜（Late Night）                                 | 《蓮》今生篇                                                                                            | 張藝興                                                        |        |      |      |        |
| 2020年   | 7月21日  | 愿（Wish）                                       | 《蓮》今生篇                                                                                            | 張藝興                                                        |        |      |      |        |
| 2021年   | 6月29日  | 星火                                             | 建黨百年獻禮曲                                                                                          | 張藝興                                                        |        |      |      |        |
| 2021年   | 8月4日   | 畫卷Remix                                        | - | 張藝興                                                        |        |      |      |        |
| 2021年   | 10月7日  | 三昧真火                                         | 《東》                                                                                                  | 張藝興                                                        |        |      |      | 製作人 |
| 2021年   | 10月15日 | 飛天                                             | 《東》                                                                                                  | 張藝興                                                        |        |      |      | 製作人 |
| 2021年   | 10月15日 | 苦行憎                                           | 《東》                                                                                                  | 張藝興                                                        |        |      |      | 製作人 |
| 2021年   | 10月15日 | 牧童                                             | 《東》                                                                                                  | 張藝興                                                        |        |      |      | 製作人 |
| 2022年   | 9月23日  | 面紗                                             | 《西》                                                                                                  | 張藝興                                                        |        |      |      | 製作人 |
| 2022年   | 9月23日  | 我不在乎                                         | 《西》                                                                                                  | 張藝興                                                        |        |      |      | 製作人 |
| 2022年   | 9月23日  | 懂                                               | 《西》                                                                                                  | 張藝興                                                        |        |      |      | 製作人 |
| 2022年   | 9月23日  | 3Wishes                                          | 《西》                                                                                                  | 張藝興                                                        |        |      |      | 製作人 |
| 2022年   | 9月23日  | Veil                                             | 《西》                                                                                                  | 張藝興                                                        |        |      |      | 製作人 |
| 2022年   | 12月17日 | 忘記冒險                                         | 《33》                                                                                                  | 任嘉倫                                                        |        |      |      | 製作人 |
| 2023年   | 2月14日  | D.N.A                                            | 《DNA》                                                                                                 | 張藝興、王子異、單依純、馬伯騫、GALI、萬妮達Vinida、彈殼Danko |        |      |      | 製作人 |
| 2023年   | 5月22日  | Alive                                            | Sprite Limelight雪碧酷光灯第二季品牌单曲                                                                | 張藝興                                                        |        |      |      | 製作人 |

### 音樂錄影帶
| 發佈日期       | 歌曲名稱                      | 專輯名稱                | 歌手                                                              | 備注                                    |
| 2014年9月12日  | Missing You                   |                         | Fly To The Sky                                                    | 《EXO 90：2014》                        |
| 2016年5月26日  | 獨角戲（Monodrama）           | 《SM STATION》企劃單曲  | 張藝興                                                            |                                         |
| 2016年10月6日  | what U need?                  | 單曲                    | 張藝興                                                            |                                         |
| 2016年10月27日 | LOSE CONTROL（失控）          | 《LOSE CONTROL》        | 張藝興                                                            |                                         |
| 2017年9月24日  | I NEED U（需要你）            | 《SHEEP》               | 張藝興                                                            |                                         |
| 2017年10月6日  | SHEEP（羊）                   | 《SHEEP》               | 張藝興                                                            |                                         |
| 2017年12月22日 | 聖誕又至（Goodbye Christmas） | 《Winter Special Gift》 | 張藝興                                                            |                                         |
| 2018年8月31日  | Sheep (Alan Walker Relift)    | 單曲                    | 張藝興、艾倫•沃克                                                 |                                         |
| 2018年10月7日  | Give Me A Chance              | 夢不落雨林/NAMANANA     | 張藝興                                                            |                                         |
| 2018年10月19日 | NAMANANA                      | 夢不落雨林/NAMANANA     | 張藝興                                                            |                                         |
| 2019年2月22日  | Let's Shut Up & Dance         | The Greatest Dancer     | 張藝興、NCT 127、Jason Derulo                                     | Michael Jackson誕生60周年特別專輯收錄曲 |
| 2019年6月14日  | HONEY                         | 《HONEY》               | 張藝興                                                            |                                         |
| 2019年12月15日 | 外婆                          | 單曲                    | 張藝興                                                            |                                         |
| 2020年4月16日  | Love You More                 | 單曲                    | 張藝興、Steve Aoki、will.i.am                                     |                                         |
| 2020年6月1日   | LIT（蓮）                     | 《蓮》前世篇            | 張藝興                                                            |                                         |
| 2022年9月21日  | Veil（面纱）                  | 《西》                  | 張藝興                                                            |                                         |
| 2023年2月14日  | D.N.A Cypher                  | 《D.N.A》               | D.N.A音乐联盟(張藝興, GALI,彈殼，萬妮達，單依純，王子異，馬伯賽） |                                         |
| 2023年5月22日  | Alive                         | 單曲                    | 張藝興                                                            | 雪碧酷光灯第二季品牌单曲                |
| 2024年2月23日  | Run Back To You               | 《STEP》                | 張藝興                                                            |                                         |
| 2024年4月19日  | Psychic                       | 《STEP》                | 張藝興                                                            |                                         |
| 2024年5月21日  | Shuffle                       | 單曲                    | 張藝興                                                            | 雪碧主題曲                              |
| 2024年8月22日  | Step                          | 《STEP》                | 張藝興                                                            |                                         |
| 2024年12月10日 | What About Love               | 單曲                    | 張藝興                                                            |                                         |
| 2025年1月1日   | 開天                          | 單曲                    | 張藝興                                                            |                                         |
| 2025年4月8日   | 聽不見的歌                    | 單曲                    | 張藝興                                                            | 電影《不說話的愛》宣傳曲                |

## 演唱會

### 个人演唱会
| 日期                                        | 舉辦城市   | 舉行地點                             | 演唱曲目 |
| 《大航海•首次巡迴演唱會》（7場）            |            |                                      | |
| 2019年7月6日                                | 上海站     | 梅賽德斯-奔馳文化中心                | 演出曲目 1.The assembly call集结号 2.Mask 面罩 3.Sheep 羊 4.Tattoo 贝壳女孩 5.Boss 老大 6.Honey 和你 7.Can you feel me 你的感觉 8.Bad 坏的 9.Mapo Tofu 麻婆豆腐 10.Hold on 坚持 11.Give me a chance爱到这 12.Relax 守望 13.Goodbye Christmas 圣诞又至 14.Amusement park游乐园 15.Lay U Down 催眠术 16.NAMANANA 梦不落雨林 17.Save you 爱的引力 18.Peach 桃 19.Thing for you 幸福上瘾 20.Lose Control 21.What U Need 22.I Need U                                             |
| 2019年7月14日                               | 重慶站     | 华熙文化体育中心                     | 演出曲目 1.The assembly call集结号 2.Mask 面罩 3.Sheep 羊 4.Tattoo 贝壳女孩 5.Boss 老大 6.Honey 和你 7.Can you feel me 你的感觉 8.Bad 坏的 9.Mapo Tofu 麻婆豆腐 10.Hold on 坚持 11.Give me a chance爱到这 12.Relax 守望 13.Goodbye Christmas 圣诞又至 14.Amusement park游乐园 15.Lay U Down 催眠术 16.NAMANANA 梦不落雨林 17.Save you 爱的引力 18.Peach 桃 19.Thing for you 幸福上瘾 20.Lose Control 21.What U Need 22.I Need U                                             |
| 2019年7月20日                               | 南京站     | 南京青奥体育公园体育馆               | 演出曲目 1.The assembly call集结号 2.Mask 面罩 3.Sheep 羊 4.Tattoo 贝壳女孩 5.Boss 老大 6.Honey 和你 7.Can you feel me 你的感觉 8.Bad 坏的 9.Mapo Tofu 麻婆豆腐 10.Hold on 坚持 11.Give me a chance爱到这 12.Relax 守望 13.Goodbye Christmas 圣诞又至 14.Amusement park游乐园 15.Lay U Down 催眠术 16.NAMANANA 梦不落雨林 17.Save you 爱的引力 18.Peach 桃 19.Thing for you 幸福上瘾 20.Lose Control 21.What U Need 22.I Need U                                             |
| 2019年8月3日                                | 北京站     | 凱迪拉克中心                         | 演出曲目 1.The assembly call集结号 2.Mask 面罩 3.Sheep 羊 4.Tattoo 贝壳女孩 5.Boss 老大 6.Honey 和你 7.Can you feel me 你的感觉 8.Bad 坏的 9.Mapo Tofu 麻婆豆腐 10.Hold on 坚持 11.Give me a chance爱到这 12.Relax 守望 13.Goodbye Christmas 圣诞又至 14.Amusement park游乐园 15.Lay U Down 催眠术 16.NAMANANA 梦不落雨林 17.Save you 爱的引力 18.Peach 桃 19.Thing for you 幸福上瘾 20.Lose Control 21.What U Need 22.I Need U                                             |
| 2019年8月25日                               | 曼谷站     | Thunder Dome                         | 演出曲目 1.The assembly call集结号 2.Mask 面罩 3.Sheep 羊 4.Tattoo 贝壳女孩 5.Boss 老大 6.Honey 和你 7.Can you feel me 你的感觉 8.Bad 坏的 9.Mapo Tofu 麻婆豆腐 10.Hold on 坚持 11.Give me a chance爱到这 12.Relax 守望 13.Goodbye Christmas 圣诞又至 14.Amusement park游乐园 15.Lay U Down 催眠术 16.NAMANANA 梦不落雨林 17.Save you 爱的引力 18.Peach 桃 19.Thing for you 幸福上瘾 20.Lose Control 21.What U Need 22.I Need U                                             |
| 2019年12月14-15日                           | 深圳站     | 深圳大运中心体育馆                   | 演出曲目 1.Mask 面罩 2.Sheep 羊 3.Tattoo 贝壳女孩 4.Boss 老大 5.Bad 坏的 6.Mapo Tofu 麻婆豆腐 7.When It's Christmas 8.Christmas Love 9.Honey 和你 10.Hold on 坚持 11.Give me a chance 爱到这 12.Monodrama 独角戏 13.Goodbye Christmas 圣诞又至 14.我不好（12月14日）/晚安（12月15日） 15.Amusement park游乐园 16.Lay U Down 催眠术 17.NAMANANA 梦不落雨林 18.Save you 爱的引力 19.Peach 桃 20.Thing for you 幸福上瘾 21.What U Need 22.I Need U 23.Grandma 外婆（12月15日） |
| 《“大航海·啟航FIREWORK”線上演唱會》 （1場） |            |                                      | |
| 2022年7月23日                               | 長沙站     | 長沙湘江西岸                         | 演出曲目 1.《夢不落雨林》 2.《愛的引力》 3.《蹦（Boom）》 4.《願（Wish）》 5.《唤（Call My Name）》 6.《獨角戲、小小禮物》 7.《Amusement Park（游樂園）》 8.《Honey（和你）》 9.《JOKER》 10.《三昧真火》 11.《湘江水》 12.《What U Need》 13.《Bad（壞的）》 14.《蓮（Lit）》 14.《羊（SHEEP）》 |
| 《大航海Ⅱ·未至之境》世界巡迴演唱會（4場）   |            |                                      | |
| 2022年10月15日                              | 馬來西亞站 | 雲星劇場                             | |
| 2022年10月19日                              | 新加坡站   | 聖淘沙名勝世界會議中心名勝世界宴會廳 | |
| 2022年10月22日                              | 曼谷站     | 泰國‧皇家典范廳                      | |
| 2022年11月20日                              | 三藩市站   | THE WARFIELD                         | |
| 《大航海2.5·无远弗届》巡迴演唱會（1場）     |            |                                      | |
| 2023年8月5日                                | 深圳站     | 深圳大运中心体育馆                   | |
| 《大航海3·无远弗届》巡迴演唱會（9場）       |            |                                      | |
| 2023年8月12-13日                            | 北京站     | 凱迪拉克中心                         | |
| 2023年10月6-7日                             | 上海站     | 梅賽德斯-奔馳文化中心                | |
| 2023年10月28日                              | 大连站     | 大连体育中心体育馆                   | |
| 2023年11月4日                               | 南京站     | 南京青奥体育公园体育馆               | |
| 2023年11月11日                              | 广州站     | 宝能广州国际体育演艺中心             | |
| 2023年11月18日                              | 成都站     | 成都凤凰山体育公园综合体育馆         | |
| 2023年12月2日                               | 重庆站     | 华熙LIVE·鱼洞文体中心                | |
| 《大航海4·STEP》世界巡迴演唱會（14場）      |            |                                      | |
| 2024年6月15日                               | 南京站     | 南京青奥体育公园体育馆               | |
| 2024年6月22-23日                            | 首尔站     | SK奥林匹克手球竞技场                 | |
| 2024年6月29日                               | 雅加达站   | ICE BSD Hall 5                       | |
| 2024年7月6日                                | 成都站     | 成都凤凰山体育公园体育馆             | |
| 2024年7月10日                               | 吉隆坡站   | Mega Star Arena                      | |
| 2024年7月13日                               | 横滨站     | Pacifico横滨国立大厅                 | |
| 2024年7月27日                               | 西安站     | 西安奥体中心体育馆                   | |
| 2024年8月2-3日                              | 广州站     | 宝能广州国际体育演艺中心             | |
| 2024年8月17-18日                            | 上海站     | 浦发银行东方体育中心                 | |
| 2024年11月2日                               | 厦门站     | 厦门奥林匹克体育中心-凤凰体育馆      | |
| 2025年2月28日                               | 郑州站     | 郑州奥体中心体育馆                   | |
| 《大航海5·闹天宫》巡迴演唱會                |            |                                      | |
| 2025年8月2-3日                              | 北京站     | 华熙LIVE·五棵松                      | |
| 2025年8月9-10日                             | 成都站     | 五粮液文化体育中心综合体育馆         | |

### 個人見面會
| 日期                                    | 演唱會地點 | 舉行地點                        |
| 首次生日粉絲見面會《FOREVER WITH YOU!》 |            |                                 |
| 2014年10月7日                           | 首爾站     | SMTOWN THEATRE                  |
| 第二次生日粉絲見面會《了解/陪伴/期待》  |            |                                 |
| 2015年10月7日                           | 上海站     | 上海大舞台                      |
| 《LOSE CONTROL》發售紀念記者會          |            |                                 |
| 2016年10月27日                          | 上海站     | 上海嘉庭中心                    |
| 《LOSE CONTROL》簽名見面會              |            |                                 |
| 2016年11月13日                          | 首爾站     | SMTOWN COEXARTIUM 5F SM THEATRE |
| 2016年11月17日                          | 北京站     | 北京香格里拉饭店                |
| 2016年11月24日                          | 上海站     | 虹桥艺术中心                    |
| 2016年12月4日                           | 廣州站     | 中央车站展演中心                |
| 2017事業版圖發佈會                      |            |                                 |
| 2017年10月12日                          | 北京站     | 水立方                          |
| 《SHEEP》簽售會                         |            |                                 |
| 2017年10月21日                          | 上海站     | 虹桥艺术中心                    |
| 2017年10月29日                          | 深圳站     |                                 |
| 2017年11月5日                           | 長沙站     |                                 |
| 美國 FAN EVENT                          |            |                                 |
| 2018年11月6日                           | 紐約站     | PLAYSTATION THEATER             |

### 其它大型表演
| 日期           | 演唱會名稱                                                    | 舉行地點                 |
| 2015年11月10日 | 天猫双十一狂欢夜                                              | 北京水立方               |
| 2015年12月31日 | 東方衛視2016跨年盛典                                          | 上海梅赛德斯奔驰文化中心 |
| 2016年10月9日  | 第13屆亞洲音樂節                                              | 釜山亞運會主競技場       |
| 2016年11月10日 | 天猫双十一狂欢夜                                              | 深圳大运中心体育馆       |
| 2016年12月31日 | 東方衛視2017跨年盛典                                          | 上海宝山体育中心         |
| 2017年1月27日  | 2017年中央电视台春节联欢晚会                                  | 中央电视台 CCTV          |
| 2017年5月4日   | 《激扬青春梦》——2017年“五月的鲜花”全国大中学生文艺会演        | 中央电视台 CCTV          |
| 2017年6月22日  | 上海国际电影节成龙动作电影周之夜                              | 东方艺术中心             |
| 2018年2月15日  | 2018年中央電視台春節聯歡晚會                                  | 中央電視台 CCTV          |
| 2018年8月3日   | Lollapalooza音樂節                                            | 美國伊利諾州格蘭特公園   |
| 2018年10月20日 | 天貓雙十一全球潮流盛典                                        | 北京水立方               |
| 2018年11月10日 | 天貓雙十一狂歡夜                                              | 上海                     |
| 2018年12月31日 | 湖南衛視快樂中國2018-2019跨年演唱會                           | 廣州國際體育演藝中心     |
| 2019年2月4日   | 2019年中央電視台春節聯歡晚會                                  | 中央電視台 CCTV          |
| 2019年2月19日  | 2019年中央電視台元宵晚會                                      | 中央電視台 CCTV          |
| 2019年5月4日   | 2019年中国中央电视台春节五四晚会                              | 中央電視台 CCTV          |
| 2019年5月15日  | 亞洲文化嘉年華                                                | 中央電視台 CCTV          |
| 2019年7月16日  | 第六屆中俄”長江—伏爾加河”青年論壇演唱活動主題曲《最好的青春》 | 湖南長沙                 |
| 2019年7月28日  | 极限挑战公益演唱会                                            | 上海                     |
| 2019年10月26日 | 歌唱祖國一首歌一座城歌唱盛典                                  | 中央電視台 CCTV          |
| 2019年11月2日  | 北京大興國際機場慰問演出                                      | 北京大興國際機場         |
| 2019年11月10日 | 天猫双十一狂欢夜                                              | 上海梅赛德斯奔驰文化中心 |
| 2019年12月6日  | 2020愛奇藝尖叫之夜                                            | 北京凱迪拉克中心         |
| 2019年12月8日  | 2019騰訊音樂娛樂盛典                                          | 澳門威尼斯人金光綜藝館   |
| 2019年12月31日 | 東方衛視2020跨年盛典                                          | 上海梅赛德斯奔驰文化中心 |
| 2020年1月11日  | 2020頭條盛典                                                  | 北京水立方               |
| 2020年1月24日  | 2020年中央電視台春節聯歡晚會                                  | 中央電視台 CCTV          |
| 2020年6月17日  | 東方衛視618超級秀                                             | 上海梅赛德斯奔驰文化中心 |
| 2020年7月19日  | 2020第27屆東方風云榜音樂盛典                                  | 上海梅赛德斯奔驰文化中心 |
| 2020年8月17日  | 東方衛視818超級秀                                             | 上海梅赛德斯奔驰文化中心 |
| 2020年11月10日 | 天貓雙十一狂歡夜                                              | 上海梅赛德斯奔驰文化中心 |
| 2020年12月31日 | 2021浙江卫视跨年演唱会                                        | 深圳湾体育中心体育场     |
| 2021年1月18日  | 中國歌曲TOP排行榜頒獎晚會                                     | 北京                     |
| 2021年1月19日  | 抖音星動之夜                                                  | 北京凯迪拉克中心         |
| 2021年2月11日  | 2021年中央廣播電視總台春節聯歡晚會                            | 中央電視台 CCTV          |
| 2021年2月28日  | 2020微博之夜                                                  | 梅赛德斯奔驰文化中心     |
| 2021年5月4日   | 奮鬥正青春——2021年五四青年節特別節目                          | 中央電視台 CCTV          |
| 2021年6月26日  | 百年禮讚——慶祝中國共產黨成立100週年大型交響音詩畫             | 中央電視台 CCTV          |
| 2021年11月17日 | 第28屆東方風雲榜                                              | 東方衛視                 |
| 2021年12月31日 | “2021最美的夜”bilibili晚會                                    |                          |
| 2021年12月31日 | 夢圓東方2022東方衛視跨年盛典                                  |                          |
| 2021年12月31日 | 總台啟航2022迎新年特別節目                                    |                          |
| 2022年1月1日   | 2022新年音樂會－揚帆遠航大灣區                                |                          |
| 2022年1月30日  | 2022河南春節晚會                                              |                          |
| 2022年2月2日   | 《中國夢‧我的夢—2022中國網絡視聽年度盛典》                    |                          |
| 2022年5月1日   | 《2022五一國際勞動節‧「心連心」特別節目》                     |                          |
| 2022年6月27日  | 《我們的紫荊花—慶祝香港回歸25週年雲歌會》                     |                          |

## 書籍
| 出版日期      | 書名         | 內容                                                                     | 出版公司         | ISBN                |
| 2015年10月7日 | 《而立・24》 | - 半自傳圖文集 - 2015年9月17日限時24分鐘開放預售限量紀念版，另有通售版。 | 北京聯合出版公司 | ISBN 978-7550260917 |

## 獎項與榮譽

### 大型頒獎禮獎項
| 年份 | 頒獎典禮                                | 獎項                   | 作品                           | 結果  |
| 2005 | 湖南经视 《明星学院》比赛               | 總決賽季軍             |                                | 獲獎  |
| 2015 | 亚洲影响力东方盛典                      | 最具影响力全能艺人獎   |                                | 獲獎  |
| 2015 | 時尚COSMO美麗盛典                       | 年度美麗偶像大獎       |                                | 獲獎  |
| 2015 | 风从东方来娱乐影响力盛典                | 年度音樂先鋒人物獎     |                                | 獲獎  |
| 2015 | 百度音乐King榜                          | 年度最佳OST獎          | 《一个人》                     | 獲獎  |
| 2015 | 百度音乐King榜                          | 年度潜力新人獎         |                                | 獲獎  |
| 2016 | 蜻蜓FM空中音乐榜                        | 年度最受欢迎男歌手奖   |                                | 獲獎  |
| 2016 | 第16届音乐风云榜年度盛典                | 年度最受欢迎电影歌曲奖 | 《一個人》                     | 獲獎  |
| 2016 | 第16届音乐风云榜年度盛典                | 年度新人奖             |                                | 獲獎  |
| 2016 | 第4音悦V榜年度盛典                      | 年度影视金曲獎         | 《一個人》                     | 獲獎  |
| 2016 | 乐视生态共享之夜                        | 最具人气全能偶像獎     |                                | 獲獎  |
| 2016 | 第4届中英电影节                         | 最佳男配角奖           | 《前任2：备胎反击战》          | 獲獎  |
| 2016 | 美国公告牌Billboard China V Chart       | 华语榜空降冠军歌曲獎   | 《独角戏》                     | 獲獎  |
| 2016 | 第13屆亞洲音樂節                        | 亞洲最佳歌手獎         |                                | 獲獎  |
| 2016 | 亞洲好書榜                              | 年度跨界作者獎         | 《而立24》                     | 獲獎  |
| 2016 | 第18屆華鼎獎                            | 最佳新銳演員獎         |                                | 提名  |
| 2016 | 第3屆中國電視好演員                     | 男演員獎               |                                | 提名  |
| 2017 | 第3届向上向善湖南好青年分享会暨颁奖典礼 | 崇义友善好青年奖       |                                | 獲獎  |
| 2017 | 中國電視劇品質盛典                      | 年度全能藝人獎         |                                | 獲獎  |
| 2017 | 第5屆音悅V榜年度盛典                    | 內地最佳男歌手獎       | 《LOSE CONTROL》               | 獲獎  |
| 2017 | 第5屆音悅V榜年度盛典                    | 年度專輯獎             | 《LOSE CONTROL》               | 獲獎  |
| 2017 | 第11屆当当书香节                        | 影响力•时尚明星作家獎  |                                | 獲獎  |
| 2017 | 2017年「全國向上向善好青年」            | 崇義友善好青年獎       |                                | 獲獎  |
| 2017 | 共青團中央宣傳部                        | 五四優秀青年獎         |                                | 獲獎  |
| 2017 | 第十四届MAHB年度先生盛典                | 年度先生               |                                | 獲獎  |
| 2017 | 金塔獎                                  | 大學生最喜歡的男藝人   |                                | 獲獎  |
| 2017 | 金塔獎                                  | 娛樂領域人氣King       |                                | 獲獎  |
| 2017 | 騰訊視頻《星光大賞》                    | 年度專輯               | 《SHEEP》                      | 獲獎  |
| 2017 | 第9屆澳門國際電影節                     | 最佳男配角獎           | 《建軍大業》                   | 提名  |
| 2017 | Billboard Radio China                   | 華語年度 Top 10        | 《SHEEP》                      | 第2名 |
| 2018 | 2017中國時尚權力榜                      | 年度時尚製作人         |                                | 獲獎  |
| 2018 | 第25屆東方風雲榜                        | 年度最受歡迎歌手       |                                | 獲獎  |
| 2018 | 第25屆東方風雲榜                        | 年度最佳專輯           | 《SHEEP》                      | 獲獎  |
| 2018 | 第25屆東方風雲榜                        | 年度最佳製作人         |                                | 獲獎  |
| 2018 | 築夢新時代“五月的鮮花”                  | 優秀青年演員           |                                | 獲獎  |
| 2018 | 百度娛樂人物                            | 百度娛樂年度人物       |                                | 獲獎  |
| 2019 | 流行音乐金榜年度盛典                    | 年度最佳编曲           | 《夢不落雨林》                 | 獲獎  |
| 2019 | 第26屆東方風雲榜                        | 十大金曲               | 《夢不落雨林》                 | 獲獎  |
| 2019 | 第25屆華鼎獎-中國電影滿意度調查         | 最佳男配角獎           | 《一出好戲》                   | 獲獎  |
| 2019 | 全球华人歌曲排行榜                      | 年度金曲               | 《HONEY》                      | 獲獎  |
| 2019 | 腾讯音乐娱乐盛典                        | QQ音樂巔峰歌手         |                                | 獲獎  |
| 2019 | 腾讯音乐娱乐盛典                        | 年度暢銷數字專輯       | 《夢不落雨林》                 | 獲獎  |
| 2019 | 腾讯音乐娱乐盛典                        | 年度最受歡迎男歌手     |                                | 獲獎  |
| 2019 | 爱奇艺尖叫之夜                          | 亚洲全能艺人           |                                | 獲獎  |
| 2019 | 爱奇艺尖叫之夜                          | 年度音乐制作人         | 《HONEY》                      | 獲獎  |
| 2020 | 2019今日頭條年度盛典                    | 年度全能明星           |                                | 獲獎  |
| 2020 | 2019微博之夜                            | 年度最佳制作人         |                                | 獲獎  |
| 2020 | 2019微博之夜                            | 年度男神               |                                | 獲獎  |
| 2020 | 第27屆東方風雲榜                        | 亚洲最具影响力男歌手   |                                | 獲獎  |
| 2020 | 第27屆東方風雲榜                        | 最佳制作人             |                                | 獲獎  |
| 2020 | 第27屆東方風雲榜                        | 最受欢迎EP             | 《HONEY》                      | 獲獎  |
| 2020 | 第27屆東方風雲榜                        | 最佳演唱会             | 《张艺兴2019大航海巡回演唱会》 | 獲獎  |
| 2020 | 第七届中国电视好演员                    | 绿组男演员             |                                | 提名  |
| 2020 | 第30届中国电视金鹰奖                    | 观众喜爱的男演员       | 《大明风华》                   | 提名  |
| 2020 | GQ年度人物盛典                          | 年度全能藝人           |                                | 獲獎  |
| 2020 | QQ音樂扑通心动表彰大会                  | 年度全能制作人         |                                | 獲獎  |
| 2020 | QQ音樂扑通心动表彰大会                  | 年度人气流行歌手       |                                | 獲獎  |
| 2020 | 亞洲流行音樂大獎                        | 最佳男歌手 - 華語      |                                | 提名  |
| 2021 | 抖音星動之夜                            | 年度最佳音乐制作人     |                                | 獲獎  |
| 2021 | TMEA音乐盛典                            | 年度人气数字专辑       | 《蓮》                         | 獲獎  |
| 2021 | 中國歌曲TOP排行榜                       | 最佳唱片（專輯）       | 《蓮》                         | 獲獎  |
| 2021 | 中國歌曲TOP排行榜                       | 最受歡迎歌曲           | 《蓮》                         | 提名  |
| 2021 | 中國歌曲TOP排行榜                       | 最佳製作人             | 《蓮》                         | 提名  |
| 2021 | 中國歌曲TOP排行榜                       | 最受歡迎男歌手         |                                | 提名  |
| 2021 | 2020微博之夜                            | 微博年度制作人         |                                | 獲獎  |
| 2021 | 第28屆東方風雲榜音樂盛典                | 最佳專輯               | 《蓮》                         | 獲獎  |
| 2021 | 第28屆東方風雲榜音樂盛典                | 最佳制作人             | 《蓮》                         | 獲獎  |
| 2021 | 第28屆東方風雲榜音樂盛典                | 十大金曲               | 《玉》                         | 獲獎  |
| 2021 | 第28屆東方風雲榜音樂盛典                | 最佳男歌手             |                                | 獲獎  |
| 2021 | 亞洲流行音樂大獎                        | 年度最佳專輯 - 華語    | 《東》                         | 提名  |
| 2021 | 亞洲流行音樂大獎                        | 最佳男歌手 - 華語      | 《東》                         | 提名  |
| 2021 | 亞洲流行音樂大獎                        | Top20 年度專輯 - 華語  | 《東》                         | 獲獎  |
| 2021 | 亞洲流行音樂大獎                        | 大衆選擇獎 - 華語      | 《東》                         | 獲獎  |
| 2021 | 亞洲流行音樂大獎                        | 最佳舞蹈表演 - 華語    | 《飛天》                       | 提名  |
| 2021 | 第13屆華語金曲獎                        | 十大華語金曲           | 《玉》                         | 獲獎  |
| 2021 | 第13屆華語金曲獎                        | 十大華語唱片           | 《蓮》                         | 獲獎  |
| 2021 | 第13屆華語金曲獎                        | 年度最佳國語專輯       | 《蓮》                         | 獲獎  |
| 2022 | 第29屆東方風雲榜                        | 十大金曲               | 《飛天》                       | 獲獎  |
| 2023 | 微博音樂盛典                            | 年度實力藝人           |                                | 獲獎  |
| 2023 | 微博音樂盛典                            | 年度制作人             |                                | 獲獎  |
| 2024 | 第37屆大眾電影百花獎                    | 最佳男主角             | 《孤註一擲》                   | 提名  |

### 音樂節目獎項
| 年份 | 日期    | 電視臺  | 節目名稱           | 獲獎歌曲 | 排名 |
| 2017 | 5月14日 | CCTV 15 | 全球中文音樂榜上榜 | 《祈願》 | 1位  |

### 個人榮譽
| 年份 | 榜單名稱                                           | 排名   | 備註             |
| 2016 | 《K-Pop》 一百張最帥面孔                           | 第23名 | [ 98 ]           |
| 2017 | 《K-Pop》 一百張最帥面孔                           | 第18名 | [ 99 ]           |
| 2017 | 《I-MAGAZINE》 亞洲時尚面孔排行榜                  | 第6名  | [ 100 ]          |
| 2017 | 《福布斯中國名人榜》                               | 第20名 | [ 101 ]          |
| 2017 | 第一财经周刊“2017中国最具商业价值明星排行榜TOP100” | 第12名 |                  |
| 2017 | 2017福布斯中國30位30歲以下精英榜                   | -      | 排名不分前先後   |
| 2018 | 《第一财经周刊》2018最具商业价值明星               | 第4位  | [ 102 ]          |
| 2018 | 《TC Candler》 全球100张最帅面孔                   | 第18名 | 內地男星排名第一 |
| 2019 | 《TC Candler》 全球100张最帅面孔                   | 第12名 | 内地男星排名第二 |
| 2019 | 《福布斯中國名人榜》                               | 第11名 | [ 105 ]          |
| 2020 | 《福布斯中國名人榜》                               | 第5名  | [ 106 ]          |
| 2020 | 《TC Candler》 全球100张最帅面孔                   | 第11名 | 内地男星排名第二 |
| 2021 | 《福布斯中國名人榜》                               | 第6名  |                  |
| 2022 | 《TC Candler》 全球100張最帥面孔                   | 第41名 | [ 108 ]          |

## 寫真雜誌
| 期數                  | 雜誌名稱                            | 備註                                                 |
| 2014年 Vol.603        | Contemporary Pop                    |                                                      |
| 2014年9月刊           | ELLE MEN                            | 與Chanyeol、Sehun                                    |
| 2014年11月刊          | In Shanghai 上海電視                | [ 110 ]                                              |
| 2015年4月刊           | 南都娛樂周刊                        |                                                      |
| 2015年6月刊           | Mix                                 |                                                      |
| 2015年7月刊           | Ok! InStyle                         | [ 111 ]                                              |
| 2015年7月刊           | Easy                                | [ 112 ]                                              |
| 2015年8月刊           | Vogue                               | [ 113 ]                                              |
| 2015年8月刊           | Cosmopolitan                        | [ 113 ]                                              |
| 2015年8月刊           | 芭莎珠寶                            | [ 114 ]                                              |
| 2015年10月刊          | Easy                                |                                                      |
| 2015年12月刊          | Cosmopolitan                        | 封面                                                 |
| 2015年12月刊          | In Shanghai 上海電視                | 封面                                                 |
| 2015年12月刊          | L'Officiel Hommes                   | 封面                                                 |
| 2016年1月刊           | 芭莎男士                            | 封面                                                 |
| 2016年5月刊           | 時尚芭莎                            | 封面                                                 |
| 2016年5月刊           | Men's Uno                           | 封面                                                 |
| 2016年5月刊           | 伊周Femina                          | 封面                                                 |
| 2016年5月刊           | 南都娛樂周刊                        | [ 120 ]                                              |
| 2016年6月刊           | In Shanghai 上海電視                |                                                      |
| 2016年7月刊           | 時尚健康 Trends Health              | 封面                                                 |
| 2016年8月刊           | 時尚Cosmo                           | 封面 （第一本一線女刊）                              |
| 2016年9月刊           | Youth                               |                                                      |
| 2016年10月刊          | 芭莎男士                            | 封面 （第一本一線男刊）                              |
| 2016年11月刊          | 南都娛樂周刊                        | 封面                                                 |
| 2016年11月刊          | In Shanghai 上海電視                | 封面                                                 |
| 2017年1月刊           | In Shanghai 上海電視                |                                                      |
| 2017年5月刊           | Mogu                                |                                                      |
| 2017年7月刊           | In Shanghai 上海電視                | 封面                                                 |
| 2017年9月刊           | 南都娛樂周刊                        | 封面                                                 |
| 2017年9月刊           | Youth                               |                                                      |
| 2017年10月刊          | 時尚芭莎                            | 封面 （與林允搭檔、一線女刊）                        |
| 2017年12月刊          | 時尚先生 Esquire                    | 封面 （第二本一線男刊）                              |
| 2018年6月刊           | 時尚芭莎                            | 封面 （第二本一線女刊）                              |
| 2018年7月刊           | 時尚COSMO                           | 雙封面 （單人封面+與范丞丞、韓庚搭檔、二登一線女刊） |
| 2018年8月刊           | 時尚先生Esquire                     | 封面 （與黃渤、王寶強搭檔、一線男刊）                |
| 2018年11月刊          | Rolling Stone India                 | 封面                                                 |
| 2018年12月刊          | 南都娛樂周刊                        | 封面                                                 |
| 2018年12月刊          | T Magazine                          | 封面                                                 |
| 2019年1月聖誕新年特刊 | VOGUEME                             | 封面 （與Tatum Marchetti搭檔）                       |
| 2019年2月刊           | 智族GQ                              | 封面 （第三本一線男刊）                              |
| 2019年2月刊           | 紅秀GRAZIA                          | 封面                                                 |
| 2019年8月刊           | 時裝男士                            | 雙封面 （第四本一線男刊）                            |
| 2019年8月刊           | 時尚先生Esquire                     | 電子刊創刊號封面                                     |
| 2019年9月刊           | VMAN                                | 特刊及电子刊封面 （首位登上該雜誌封面的亞洲藝人）    |
| 2019年11月            | 时尚芭莎                            | 电子刊慈善专刊                                       |
| 2019年12月刊          | NYLON尼龍                           | 封面                                                 |
| 2019年12月刊          | 视相Variety                         | 电子刊亞洲首封                                       |
| 2020年2月刊           | ELLEMEN睿士                         | 封面 （第五本一线男刊，完成五大男刊滿貫）            |
| 2020年5月刊           | MadameFigaro                        | 封面                                                 |
| 2020年5月刊           | DAZEN                               | 封面                                                 |
| 2020年6月刊           | 芭莎藝術                            | 封面                                                 |
| 2020年7月刊           | Wonderland                          | 封面                                                 |
| 2020年7月-8月合刊     | 福布斯中国名人榜                    | 封面                                                 |
| 2020年11月刊          | 南都娱乐周刊                        | 封面                                                 |
| 2020年12月刊          | 芭莎男士                            | 封面                                                 |
| 2020年12月刊          | 视相Variety                         | 封面                                                 |
| 2021年3月刊           | 時裝LOFFICIEL                       | 封面                                                 |
| 2021年6月刊           | 智族GQ                              | 封面 （二登）                                        |
| 2021年6月刊           | Metal中文版                         | 創刊號封面                                           |
| 2021年10月刊          | 新周刊                              | 封面                                                 |
| 2021年12月刊          | NYLON尼龍                           | 封面                                                 |
| 2022年1月刊           | 時尚先生Esquire                     | 開年刊封面                                           |
| 2022年4月刊           | 時尚COSMO                           | 封面                                                 |
| 2022年8月刊           | 時裝男士LOFFICIEL                   | 封面                                                 |
| 2022年12月刊          | VOGUEplus                           | 封面                                                 |
| 2022年12月刊          | ELLE                                | 封面                                                 |
| 2022年12月刊          | GLASS MAN                           | 英国母版封面                                         |
| 2023年1月刊           | GLASS MAN 格仕                      | 开年刊封面                                           |
| 2023年4月刊           | 時裝男士LOFFICIEL                   | 封面                                                 |
| 2023年4月刊           | 時尚芭莎                            | 越南版封面                                           |
| 2023年5月刊           | 時裝LOFFICIEL x ATTITUDE COLLECTION | 電子刊創刊號封面                                     |

## 代言及推廣

### 商務代言
(只列出張藝興的個人廣告代言)
| 年份   | 代言品牌                           | 品項                                                         | 備註 |
| 2015年 | 康師傅                             | 水漾代言人                                                   |      |
| 2016年 | Lay’s 樂事                         | 品牌薯片代言人                                               |      |
| 2016年 | Pancoat                            | 亞洲首位代言人                                               |      |
| 2016年 | 和路雪可愛多                       | 品牌代言人                                                   |      |
| 2016年 | Vichy萊雅薇姿                      | 亞洲首位男性代言人                                           |      |
| 2016年 | 天貓國際                           | 首位形象代言人                                               |      |
| 2016年 | Tide汰漬                           | 品牌代言人                                                   |      |
| 2016年 | Mentos 曼妥思                      | 品牌代言人                                                   |      |
| 2016年 | 大主宰手游                         | 全球首位代言人                                               |      |
| 2016年 | 觸手TV                             | 首位代言人                                                   |      |
| 2016年 | 卡夫Planters美國紳士               | 中國首位代言人                                               |      |
| 2016年 | 華為Nova                           | 首位NOVA代言人                                               |      |
| 2016年 | 康師傅                             | 冰紅茶代言人                                                 |      |
| 2016年 | 尚美巴黎Chaumet                    | 品牌雅紳, 後升級為品牌大使，再升級為品牌代言人               |      |
| 2017年 | 蒙牛純甄                           | 品牌代言人                                                   |      |
| 2017年 | Converse                           | 首位亞太區品牌代言人                                         |      |
| 2017年 | Valentino                          | 品牌摯友，後升為首位大中華區男裝代言人，再升級為全球代言人   |      |
| 2017年 | Milka巧克力                        | 首位中國代言人                                               |      |
| 2017年 | 冒險島2方塊妞                      | 代言人                                                       |      |
| 2017年 | 上海浦東發展銀行信用卡             | 全球品牌代言人                                               |      |
| 2017年 | 小熊電器                           | 品牌代言人                                                   |      |
| 2017年 | Ray-Ban雷朋                        | 首位大中華區品牌代言人                                       |      |
| 2017年 | 征途2                              | 手遊代言人                                                   |      |
| 2018年 | Biotherm Homme 碧歐泉男士          | 亞太區全新代言人                                             |      |
| 2018年 | Perrier巴黎水                      | 首位中國區品牌代言人，後升級為全球品牌代言人                 |      |
| 2018年 | 春夏                               | 品牌代言人                                                   |      |
| 2018年 | 大眾點評網                         | 代言人                                                       |      |
| 2018年 | 美拍                               | 首位代言人                                                   |      |
| 2018年 | MAC (化妝品)                       | 中國區首位品牌代言人，後升級為亞太代言人，再升級為全球代言人 |      |
| 2018年 | 騰訊地圖                           | 首位代言人                                                   |      |
| 2018年 | 夢幻西遊                           | 手遊代言人                                                   |      |
| 2018年 | Samsung三星手機                    | 亞洲區品牌代言人                                             |      |
| 2019年 | 愛奇藝                             | VIP會員代言人                                                |      |
| 2019年 | H&M                                | 首位大中華區男裝代言人                                       |      |
| 2019年 | Pizza Hut 必勝客                   | 品牌代言人                                                   |      |
| 2019年 | 王老吉                             | 品牌代言人                                                   |      |
| 2019年 | Calvin Klein                       | 全球首位中國代言人                                           |      |
| 2019年 | Daniel Wellington                  | 首位品牌全球代言人                                           |      |
| 2020年 | 蘇寧易購                           | 品牌代言人＆極物星願合創人                                   |      |
| 2020年 | 優酷                               | VIP會員代言人                                                |      |
| 2020年 | 酷喵                               | VIP會員代言人                                                |      |
| 2020年 | 中國移動                           | 動感地帶5G合伙人＆AI宣推官                                   |      |
| 2020年 | 淘寶人生                           | 品牌代言人                                                   |      |
| 2020年 | Ballantine’s百齡壇                 | 全球品牌代言人                                               |      |
| 2020年 | Burger King 漢堡王                 | 中國首位品牌代言人                                           |      |
| 2020年 | 歐樂B                              | 品牌代言人                                                   |      |
| 2021年 | NESTEA雀巢茶萃                     | 品牌代言人                                                   |      |
| 2021年 | AQUAFINA純水樂                     | 品牌代言人                                                   |      |
| 2021年 | 哈爾濱啤酒                         | 品牌代言人                                                   |      |
| 2021年 | Epson 愛普生                       | 品牌代言人                                                   |      |
| 2021年 | Dell 戴爾                          | 品牌代言人                                                   |      |
| 2021年 | B&O                                | 全球品牌代言人                                               |      |
| 2021年 | 康師傅紅燒牛肉麵                   | 品牌代言人                                                   |      |
| 2021年 | FILA                               | FILA MIX 主理人＆品牌全新代言人                              |      |
| 2021年 | Decorte 黛珂                       | 全球護膚代言人                                               |      |
| 2022年 | 卡樂比 Calbee                      | 品牌代言人                                                   |      |
| 2022年 | WEDGWOOD 瑋致活                    | 品牌代言人                                                   |      |
| 2022年 | Hublot宇舶錶                       | 品牌大使                                                     |      |
| 2023年 | 零食很忙 Busy for You              | 品牌代言人                                                   |      |
| 2023年 | SEROVA 施洛華                      | 全球品牌代言人                                               |      |
| 2023年 | Sprite 雪碧                        | 全球品牌代言人                                               |      |
| 2024年 | Qeelin 麒麟                        | 全球品牌代言人                                               |      |
| 2024年 | 芒果TV                             | 品牌代言人                                                   |      |
| 2024年 | Mentholatum 曼秀雷頓               | 品牌代言人                                                   |      |
| 2024年 | Mercedes-Benz G Class奔馳G級越野車 | 品牌大使                                                     |      |
| 2024年 | Tom Ford Fashion                   | 首位品牌摯友                                                 |      |
| 2025年 | 茅台                               | 首位文旅代言人                                               |      |
| 2025年 | 京東                               | 潮流代言人                                                   |      |

### 宣傳推廣
| 日期           | 機構/品牌                | 名稱                           |
| 2015年12月17日 | 百合獎                   | 形象大使                       |
| 2016年7月8日   | 湖南省中國共產主義青年團 | 宣傳推廣大使                   |
| 2018年4月12日  | 格萊美音樂節             | 首屆官方宣傳大使               |
| 2019年11月11日 | 時尚芭莎                 | 芭莎愛心助力大使               |
| 2020年4月22日  | 美國國家地理頻道         | 國家地理2020世界地球日中國大使 |
| 2020年5月13日  | 中國體育舞蹈聯合會       | 中國街舞運動推廣大使           |
| 2021年7月15日  | 中國國家網信辦           | 2022年度網絡誠信宣傳大使       |
| 2021年10月14日 | 上海公安交警部門         | 上海市道路交通安全宣傳大使     |
| 2021年12月22日 | 湖南省稅務局             | 湖南稅務納稅服務宣傳大使       |
| 2024年6月6日   | 湖南省文化和旅遊廳       | 湖南文旅推廣大使               |

## 公益活動
- 2013年4月20日雅安地震，張藝興發布微博更換頭像為四川祈福，寫下“雅安加油”“我們在一起”，並且匿名捐款留言寫道：“和興迷一起辛苦了”，惟因不小心分享微公益愛心微博，暴露了私下偷偷捐款的事實。
- 2013年10月7日，「張藝興粉絲愛心基金」成立。 「張藝興粉絲愛心基金」是芒果V基金旗下第一個粉絲基金，張藝興得知後發表微博表示「驕傲!!!感動!!」。
- 2015年2月13日，剛剛主持完CCTV網絡春晚大型晚會，便風塵僕僕趕往廣州參與愛瑪公益活動《千里返鄉，關愛相伴》。 本來在2月13日，張藝興還有其他演出活動，但是他認為為這些返鄉的外來工人群送上一點關心和幫助，是比任何演出都有意義的事，這些對他來說更加重要，所以他特意飛至廣州雲浮，一定要參加這次的活動。
- 2015年5月2日，張藝興作為校友受邀参加湖南師大附中建校110週年慶典，但因行程原因未能到場。 張藝興為感念母校栽培，特別設立張藝興獎學金，將每年捐贈10萬元予母校，以激勵有夢想的學子追求藝術夢想[131]。
- 2015年9月7日，张艺兴响应由中央CCTV电视台“谁是球王”联合中国社会福利基金会发起的校园足球公益项目“希望之颠”公益传递活动，于微博上传了一段颠球视频，视频中张艺兴一次性完成五个颠球任务，为“希望之颠”足球公益活动助力，并向广大青年朋友发出呼吁，号召大家共同完成希望之颠十万次颠球的终极目标，为一百所学校送去足球装备。
- 2016年2月1日，张艺兴为微公益联合中国互联网发展基金会发起的暖年“一起9加1”活动项目捐款，帮助贫困家庭过好年。
- 2016年3月，第二季《极限挑战》录制之际，张艺兴同"极限男人帮"兄弟走进位于上海川沙新镇的民办豫息农民工子弟学校，陪伴孩子们度过一段难忘时光，此举也开启了由东方卫视《极限挑战》、中国扶贫基金会、优酷土豆联合发起“极限公益成长计划”，旨在通过节目的影响力和“极限男人帮”的暖心公益行动来呼吁社会各界关注城市外来务工子弟的成长。
- 2016年5月，在此前为母校湖南師大附中设立奖学金的基础上，张艺兴再为母校捐款100万元和一架钢琴以感谢母校栽培，与母校建立10年之约，未来将向母校捐赠100万做为艺术奖学金，帮助有梦想的学弟学妹追寻音乐梦想[132]。
- 2016年9月9日，在“BAZAAR芭莎明星慈善夜”上，张艺兴为贫困山区捐赠了10辆救护车，总价合计人民币70万元。
- 2017年1月9日下午，“2016 思源救护中国行”暨芭莎公益基金救护车（湖南）捐赠接收仪式活动在长沙理工大学举行，由张艺兴所捐助的这批救护车，将在捐赠接收仪式结束后，被立刻派往救护车稀缺的多个贫困县，争取让当地的老百姓尽快受益。[133]
- 2017年7月，在湖南暴雨期间，张艺兴與粉丝为灾区捐款数十万元[134]。
- 2017年7月23日，張藝興前往特殊儿童教育学校，亲自参与自闭症儿童的课堂互动，了解关心孩子们的需要，为公益慈善贡献自己的光与热[135]。
- 2017年9月9日，張藝興参加北京芭莎慈善夜并捐赠15辆救护车，價值105万元，同时他还在活动当晚登台献唱歌曲《我的中国心》，为公益活动出一份力[136]。
- 2017年11月4日，張藝興继续担任湖南共青团宣传工作推广大使，张艺兴在现场表示自己将尽心尽力的做好湖南共青团宣传推广工作，并应媒体要求深情献唱《红旗飘飘》致敬祖国，表达对共青团的赤诚之心[137]。
- 2018年1月31日，《中国慈善家》揭晓了“2017中国慈善名人榜”，张艺兴排名第18[138]。2018年9月5日，張藝興於微博上邀请大家参与“公益星计划”活动，让人們一起关注山区儿童教育，用科技手段让贫困山区孩子共享优质的教育资源，不再因地域限制他们的视野。
- 2018年9月6日，韓紅愛心慈善基金會於微博上感謝張藝興为爱发声，支持韩红爱心百人援陕活动。2018年12月23日，张艺兴參加「冬日温暖大餐之公益能量」，张艺兴作为志愿者身体力行陪伴老人，作为青年代表呼吁社会尊老敬老，在这个寒冷冬日，分享点滴关爱传递温暖。
- 2019年3月25日，張藝興作为「amfAR慈善晚宴」史上亚洲首位受邀表演歌手，受邀出席2019 amfAR香港慈善晚宴并现场弹唱原创歌曲《香水》。
- 2020年，因COVID-19疫情爆发，張藝興捐款十萬元及捐贈超過30萬枚口罩[139][140]>；2月20日，張藝興發行與粉絲共同創作的致敬抗疫工作人員的公益歌曲《會好的》，歌曲由人民日報微博官博首發[141]。
- 2020年2月28日，张艺兴向「希望桥全国灾害救助协会」捐赠2000万韩元（约12万人民币），为预防新冠病毒扩散，做出贡献。张艺兴表示：“我们都是跨越血缘的兄弟。我们是近邻，心也相近，希望我们一起克服困难。we are brothers， we are one。”[142]
- 2020年3月15日，張藝興聯合幾位海外音樂人，為此次在抗擊新冠肺炎病毒疫情中犧牲的四位英雄—彭銀華醫生、宋英傑醫生、章良志警官及劉大慶警官的直系親屬捐出45萬元人民幣[143]。
- 2020年7月20日，張藝興向中国社会福利基金会“钢铁贝壳抗击洪灾”公益项目捐赠爱心款项十萬人民幣，为江西以及湖南受灾群众提供基本生活物资，以及为一线抗洪救灾人员提供医疗物资[144]。
- 2021年7月21日，因河南暴雨引發嚴重洪災，張藝興捐贈107萬物資馳援河南[145]。
- 2021年9月7日，張藝興攜手中國社會福利基金會，為河南災區學校捐贈課桌椅、高低床等幾貨車物資，助力河南災區學校重建[146]。
- 2021年10月11日，因山西地區頻繁暴雨引起水災，張藝興工作室聯同染色體公益基金給山西捐贈共50萬元，購買5000條棉被和3000箱方便麵作為救災物資[147]。
- 2022年4月21日，中華思源工程扶貧基金會透露，張藝興運營的染色體娛樂公司捐贈2輛負壓救護車，交付給上海市寶山區醫療急救中心，用於轉運、收治新冠肺炎感染患者和醫療急救，最大限度避免交叉感染[148]。
- 2022年6月25日，中國社會福利基金會公佈張藝興捐贈50萬元用於廣東英德、湖南漵浦因洪澇災害受困群眾的生活保障物資支持。

## 外部連結
- 張藝興韓國官方網站
- 張藝興的Instagram帳戶
- 張藝興的X（前Twitter）
- 張藝興的新浪微博
- 張藝興工作室的新浪微博
- 张艺兴工作室 （页面存档备份，存于）的个人官方网站